# Château d'Egmont
 (février 2023).
La mise en forme du texte ne suit pas les recommandations de Wikipédia : il faut le « wikifier ».
Les points d'amélioration suivants sont les cas les plus fréquents. Le détail des points à revoir est peut-être précisé sur la page de discussion.
- Les titres sont pré-formatés par le logiciel. Ils ne sont ni en capitales, ni en gras.
- Le texte ne doit pas être écrit en capitales (les noms de famille non plus), ni en gras, ni en italique, ni en « petit »…
- Le gras n'est utilisé que pour surligner le titre de l'article dans l'introduction, une seule fois.
- L'italique est rarement utilisé : mots en langue étrangère, titres d'œuvres, noms de bateaux, etc.
- Les citations ne sont pas en italique mais en corps de texte normal. Elles sont entourées par des guillemets français : « et ».
- Les listes à puces sont à éviter, des paragraphes rédigés étant largement préférés. Les tableaux sont à réserver à la présentation de données structurées (résultats, etc.).
- Les appels de note de bas de page (petits chiffres en exposant, introduits par l'outil «  Source ») sont à placer entre la fin de phrase et le point final[comme ça].
- Les liens internes (vers d'autres articles de Wikipédia) sont à choisir avec parcimonie. Créez des liens vers des articles approfondissant le sujet. Les termes génériques sans rapport avec le sujet sont à éviter, ainsi que les répétitions de liens vers un même terme.
- Les liens externes sont à placer uniquement dans une section « Liens externes », à la fin de l'article. Ces liens sont à choisir avec parcimonie suivant les règles définies. Si un lien sert de source à l'article, son insertion dans le texte est à faire par les notes de bas de page.
- La présentation des références doit suivre les conventions bibliographiques. Il est recommandé d'utiliser les modèles {{Ouvrage}}, {{Chapitre}}, {{Article}}, {{Lien web}} et/ou {{Bibliographie}}. Le mode d'édition visuel peut mettre en forme automatiquement les références.
- Insérer une infobox (cadre d'informations à droite) n'est pas obligatoire pour parachever la mise en page.

Pour une aide détaillée, merci de consulter Aide:Wikification.
Si vous pensez que ces points ont été résolus, vous pouvez retirer ce bandeau et améliorer la mise en forme d'un autre article.
Le château d'Egmont est un château situé dans le parc d'Egmont (nl), dans la ville belge de Zottegem.
Le château, à l'origine celui des seigneurs de Zottegem, a une histoire mouvementée qui remonte au XIe siècle. Au XVIe siècle, le château devient la possession du comte Lamoral d'Egmont, décapité en 1568 sur l'ordre de Philippe II à Bruxelles. Tombé en ruine à la fin du XVIIIe siècle, le bâtiment est considérablement rénové au XIXe siècle.
Il est utilisé comme bibliothèque municipale depuis 1982. Depuis la restauration de la fin du XXe siècle, la salle des chevaliers (Ridderzaal) est utilisée pour des mariages, des réunions du conseil communal, des concerts et des conférences. En 2022, une nouvelle restauration commence.
Le château d'Egmont est un monument historique protégé, depuis 1964 pour la partie nord, depuis 1987 pour la partie sud, le rempart, le pont et le parc d'Egmont.

## Histoire des origines à 1815

### Seigneurs de Zottegem
Les origines du château en tant que forteresse remontent au moins au XIe siècle. On peut supposer[réf. nécessaire] qu'une fortification existait déjà à l'époque du plus ancien seigneur connu, Rothardus, qui apparaît dans une charte de 1083. Cette fortification se présentait probablement sous la forme d'une motte castrale, monticule de terre avec une tour en bois et une cour inférieure.

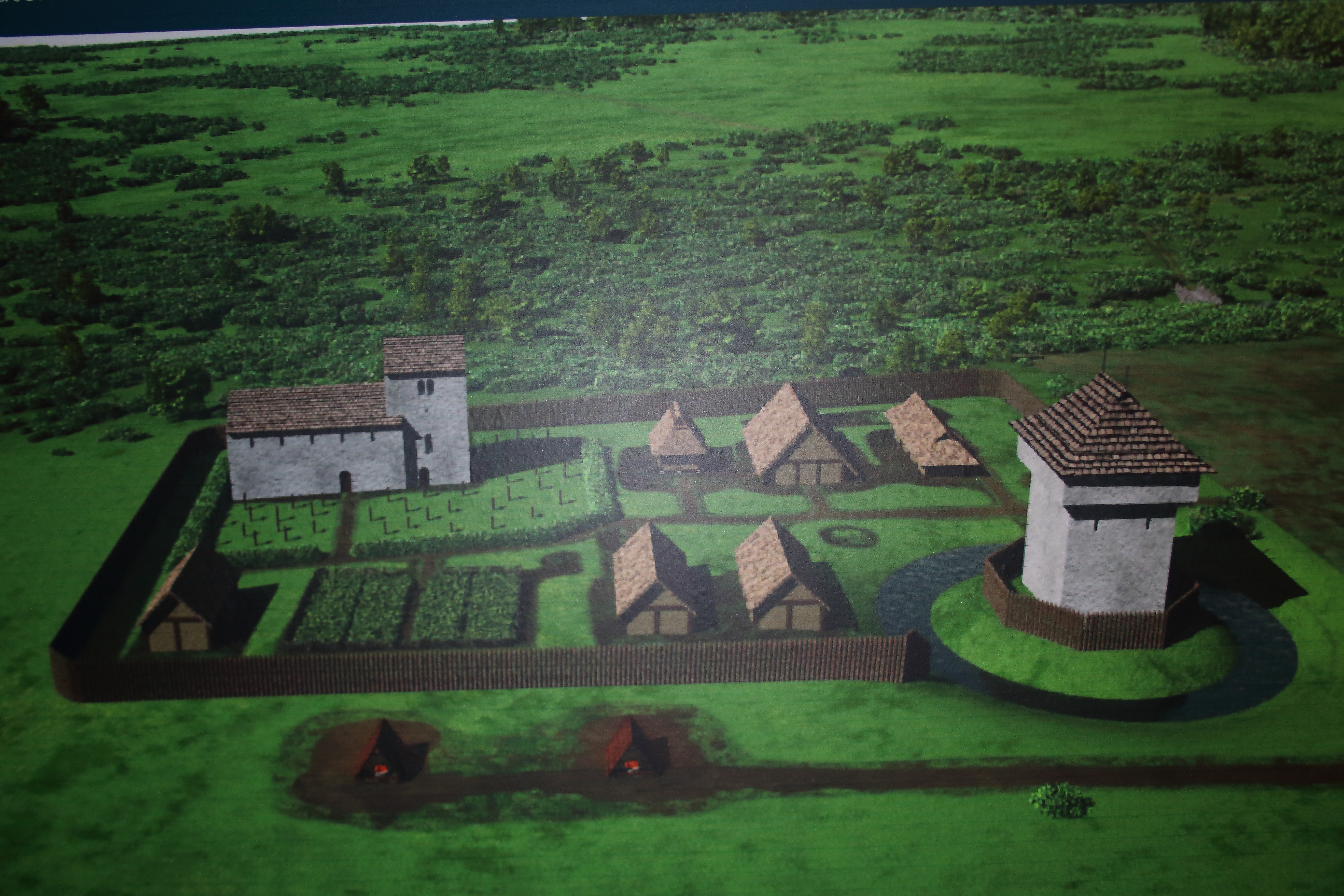
Reconstitution du château d'Egmont du XIIe siècle avec église-halle romane (chapelle castrale) et donjon

La datation par le carbone 14 montre que les vestiges les plus anciens du château datent du XIIe siècle.
Vers 1150, un donjon en pierre naturelle[réf. nécessaire] et une église-halle[pas clair] romane en pierre naturelle (la chapelle castrale) sont édifiées.
Les traces de la chapelle castrale du XIIe siècle, dotée d'une nef de 7 mètres sur 3 et entourée d'un cimetière, sont retrouvées lors de fouilles archéologiques menées en 1994 dans le parc.
La partie sud du sous-sol du château actuel est probablement un vestige du donjon.
Cette forteresse fait partie d'une grande ceinture de forteresses du comté de Flandre.[réf. nécessaire]
À la fin du XIIe siècle, Walter II, seigneur de Zottegem, fait reconstruire la grande salle en brique. Walter II, vassal du comte de Flandre Baudouin IX, participe à la quatrième croisade (1202-1204). Il meurt en 1212 au siège de Liège, au service d'Henri Ier de Brabant. En 1214, les seigneurs du château Walter III et Baudouin de Zottegem, demi-frères d'Arnaud d'Audenarde, se battent contre le roi de France Philippe Auguste à la bataille de Bouvines, victoire française. En 1215, ils meurent dans un naufrage en mer du Nord alors qu'ils sont en chemin vers l'Angleterre pour soutenir Jean sans Terre contre les barons rebelles.

### Maison d'Enghien

#### Mariage d'Adelaïde de Zottegem avec Siger d'Enghien
Leur sœur Adélaïde, seule héritière, épouse Siger I d'Enghien en 1219, de sorte que le château passe aux de la maison d'Enghien. Le château est mentionné pour la première fois dans un acte de Siger I en 1229[pas clair]. Siger construit une nouvelle grande salle et entoure le château d'un mur.

#### Gérard II de Zottegem
Après sa mort vers 1246, Gérard Ier lui succède.
Son fils Gérard II épouse Marie de Gand, fille aînée du vicomte de Gand Hugo III, en 1280, héritant ainsi de la vicomté de Gand, qu'il détient de 1280 à 1307.
En 1286, Gérard II reconnait la suzeraineté du comte Jean Ier de Hainaut comme seigneur, devenant vassal du comté de Hainaut, sauf en ce qui concerne les Libertés de Zottegem et de la Tour de Zottegem[pas clair]).
Entre 1294 et 1295, avec Gui de Dampierre, il est emprisonné au château du Louvre par le roi de France Philippe IV le Bel. Gérard II et trois autres nobles[Qui ?] sont chargés en 1304, à la suite de la bataille de Courtrai, de négocier une paix avec Philippe le Bel, qui conduit au traité d'Athis,.
Hugo II de Zottegem est le dernier vicomte effectif de Gand ; il meurt vers 1321 sans enfant. La succession (Zottegem, Heusden et la vicomté de Gand) revient à Maria de Zottegem, fille de Gérard II et tante d'Hugues II, épouse d'Hugues d'Antoing.

### Maison d'Antoing et maison de Melun

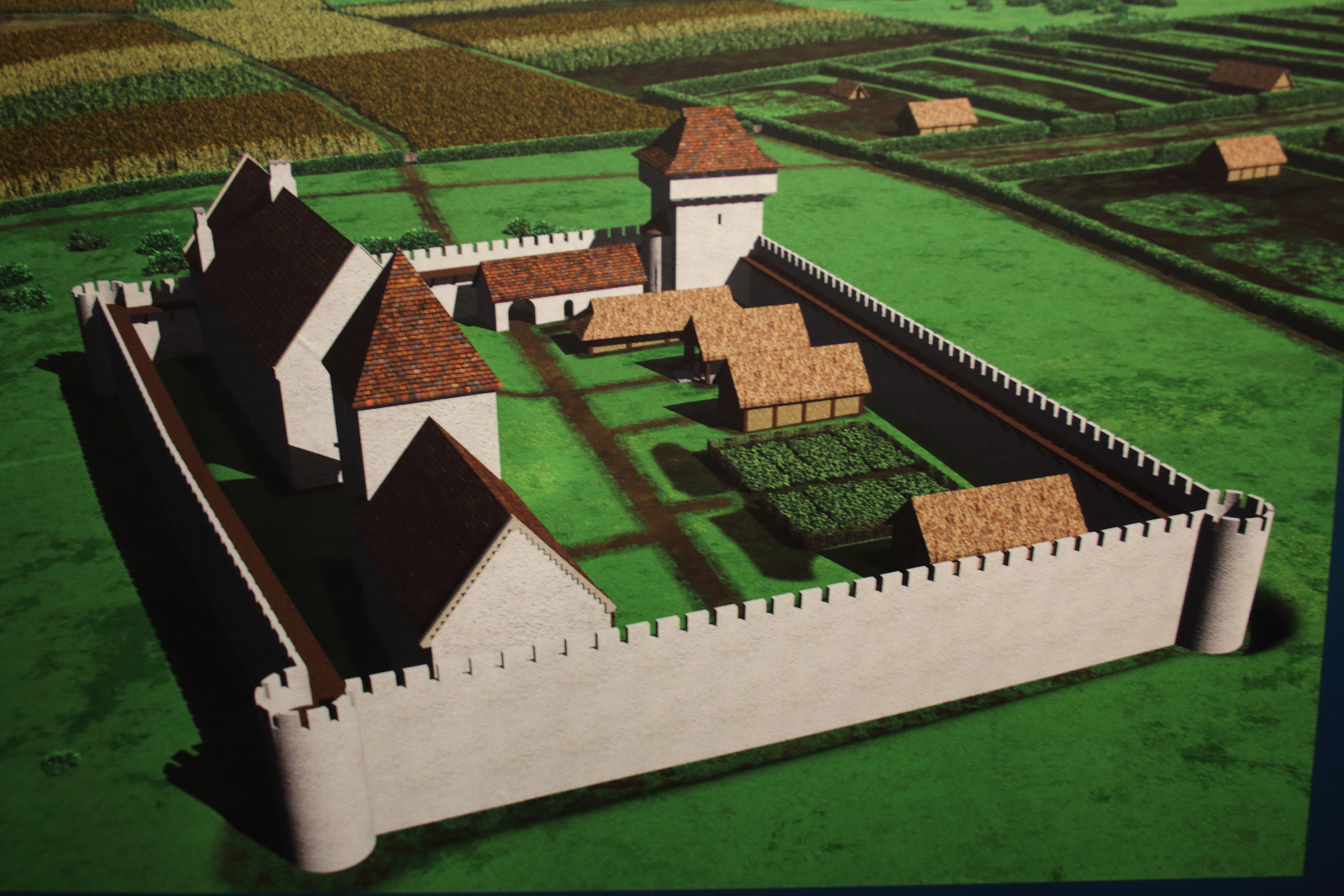
Reconstitution du château d'Egmont au XIVe siècle

À la mort de Maria en 1323, le château passe à sa fille Isabelle d'Antoing, vicomtesse de Gand, qui épouse le grand chambellan de France Jean de Melun en troisièmes noces en 1329.
La fortification est prise en 1381 lors de la révolte de Gand contre le comte Louis II de Flandre, mais révoltés sont rapidement chassés par Louis de Haze.
Hugues Ier de Melun participe à la bataille de Nicopolis (1396), mais est capturé par les Turcs ottomans et exécuté.
Son fils Jean IV de Melun est fait chevalier de l'ordre de la Toison d'or en 1432 par le duc de Bourgogne Philippe le Bon, comte de Flandre, qui est intégré dans les Pays-Bas bourguignons (les « Pays de par deçà » de la maison de Valois-Bourgogne).

### Maison de Luxembourg-Fiennes
Le château passe aux mains de la Maison de Luxembourg-Fiennes (branche de la Maison de Luxembourg) au XVe siècle.
La fille de Jean IV de Melun, Philipotta (1420-1456, reçoit la seigneurie de Zottegem en dot pour son mariage avec Thibaut de Luxembourg-Saint Pol (1410-1477).
En mai 1452, le comte d'Étampes Jean de Bourgogne (1415-1491) assiège et pille le château lors de la révolte de Gand contre Philippe le Bon.
Entre 1477 et 1485, sous la duchesse Marie de Bourgogne (1457-1482) puis sous le duc Philippe le Beau (1479-1506) et la régence de Maximilien d'Autriche, une partie du château détruit est restaurée par Jean de Luxembourg-Saint Pol (1445-1486), fils de Thibaut et Philipotta. Le 17 avril 1485, Jacques Ier de Luxembourg-Fiennes hérite de Zottegem de son frère mort sans enfant.
Le 29 mai 1516, Jacques II de Luxembourg-Fiennes, chevalier de l'ordre de la Toison d'or, qui a été chambellan de Maximilien d'Autriche, puis de Philippe le Beau, reçoit au château le nouveau duc de Bourgogne et comte de Flandre, Charles de Habsbourg, âgé de seize ans, qui va devenir Charles Ier de Castille et d'Aragon en 1516, puis empereur en 1520 sous le nom de Charles Quint.

### Maison d'Egmont (1530-1707)

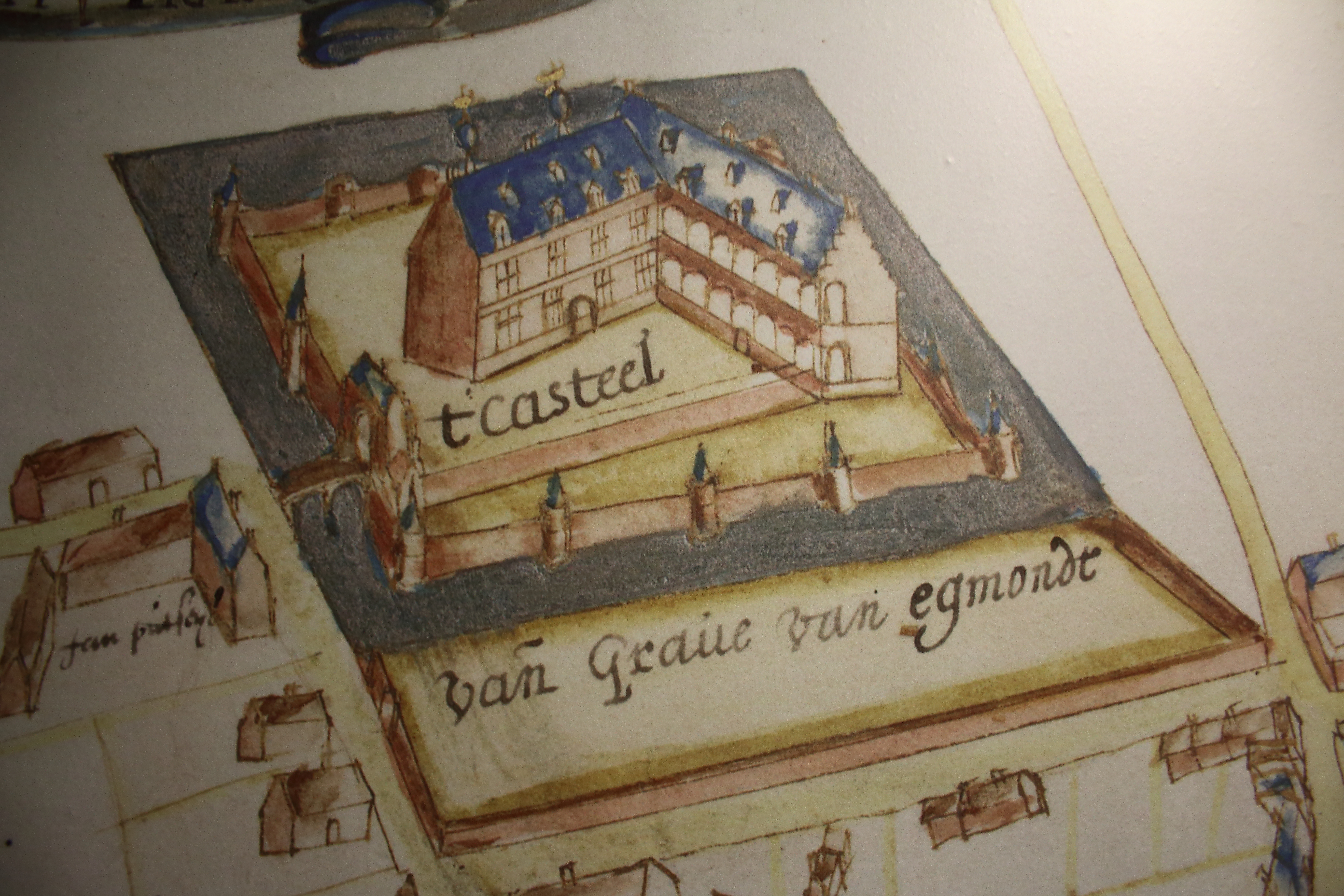
Le château d'Egmont en 1629 sur la carte de la 'Liberté de Zottegem'par Philips De Dijn

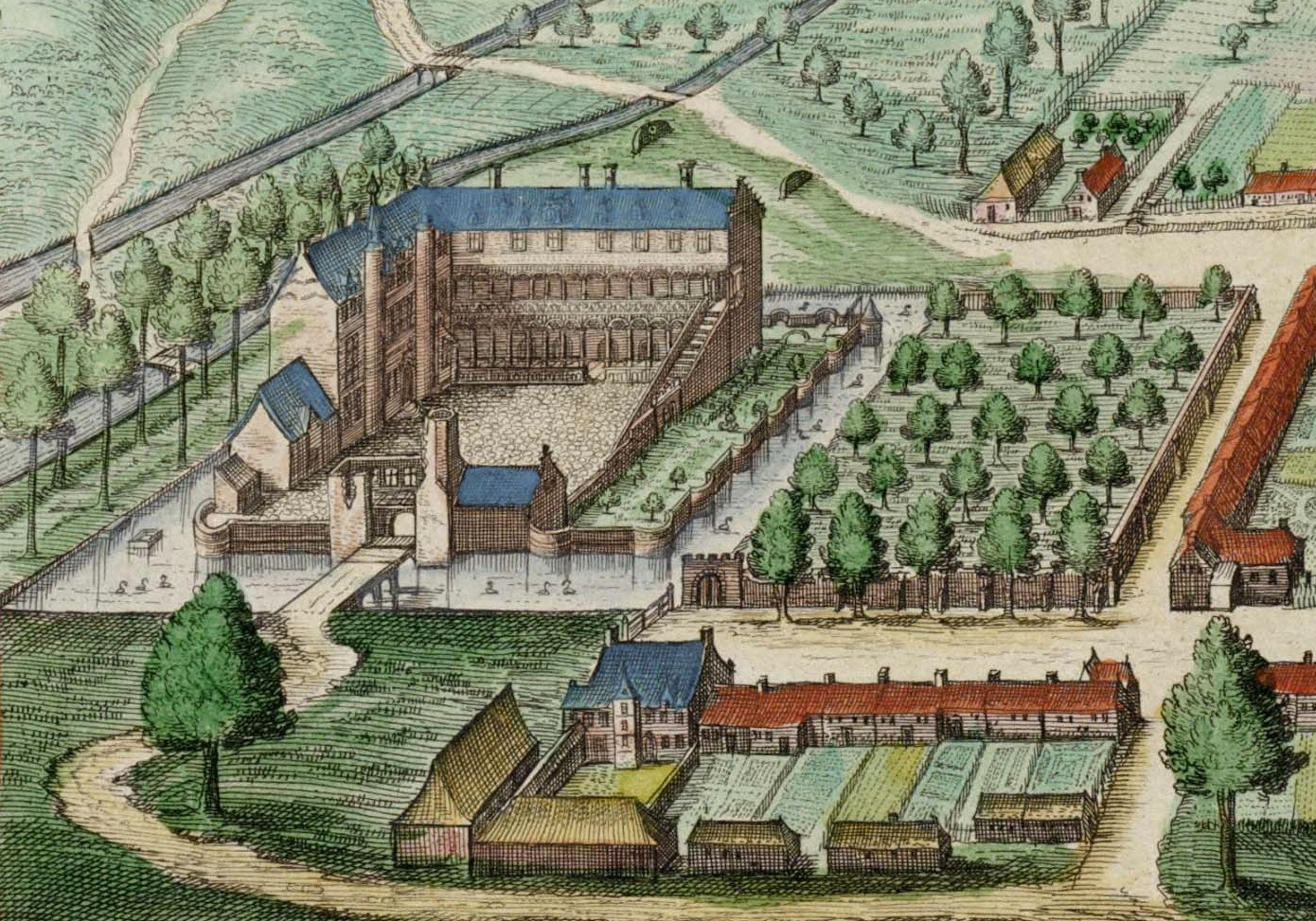
Le château d'Egmont dans Sanderus 'Flandria Illustrata de 1641

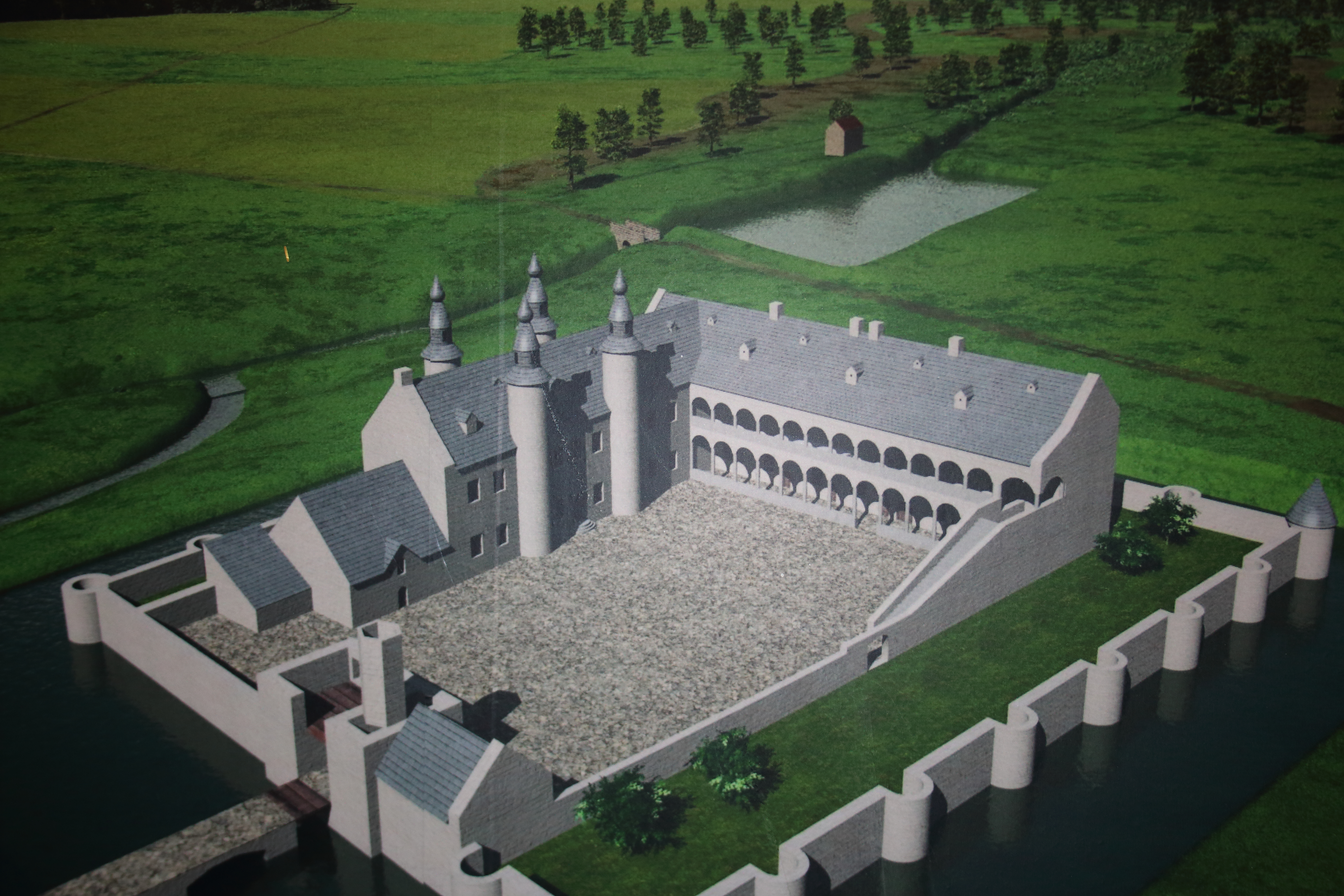
Reconstitution du château d'Egmont au XVIIe siècle en une luxueuse « cour de plaisir »

#### Jean IV d'Egmont
Le château d'Egmont passe aux mains de la maison d'Egmond (ou Egmont) en 1530, lorsque Jacques III de Luxembourg-Fiennes meurt sans enfant et que sa sœur Françoise de Luxembourg, épouse de Jean IV d'Egmont, hérite du château.
Le château est alors transformé en une résidence ouverte de campagne. Seule la guérite[pas clair] est partiellement conservée. Le château d'origine est transformé en une maison de plaisance.
Le site lui-même conserve sa forme fermée d'origine, avec une enceinte et un rempart à tourelles semi-circulaires. Les bâtiments principaux sont en forme de L, avec une aile nord et est, un escalier extérieur sud, une double galerie gothique tardif avec traceries, une paire de dépendances orientées nord et ouest et un pont-levis en bois reliant la guérite d'origine. Le château possède également une ferme et un moulin à eau, dont l'actuel Leirenshof avec l'ancien Leirensmolen.

#### Lamoral d'Egmont
Le comte Lamoral hérite du château en 1541 après la mort de son frère Charles Ier d'Egmont.
Il fait décorer la salle des chevaliers d'une baie vitrée assortie et d'un sol en faïence d'Anvers.
En septembre 1566, il déménage du palais d'Egmont à Bruxelles au château d'Egmont à Zottegem ; le 7 septembre 1566, Lamoral écrit une lettre à Guillaume d'Orange depuis le château,.

#### Confiscation du domaine par le duc d'Albe (1568-1576)
Après l'exécution en 1568 de Lamoral par Ferdinand Alvare de Tolède, duc d'Albe, gouverneur général des Pays-Bas des Habsbourg au nom de Philippe II, au début de l'insurrection des Pays-Bas contre Philippe II, le château est confisqué au profit de la couronne.
En 1570, le duc d'Albe charge le menuisier Antoon de Malderghem et le peintre Jacob Martens de briser les armoiries d'Egmont et de Sabine de Palatinat-Simmern, sa veuve.
Le 13 février 1575, le mariage d'Eleonora d'Egmont et de Joris de Horne a lieu au château.

#### Retour aux Egmont et vicissitudes de la guerre contre Philippe II (1576-1581)
En 1576, le château est restitué à Sabine dans le cadre de la pacification de Gand, et le 25 mai 1577, Philippe d'Egmont reprend effectivement possession de Zottegem.
En juillet 1579, le château est occupé par une trentaine de malcontents, chassés par des mercenaires écossais calvinistes[pas clair], qui y mettent le feu. En 1579, une armée protestante dirigée par le capitaine Mournault part de Gand pour incendier le château, mais elle est repoussée par Philippe d'Egmont et le comte de Lalaing.
Le 26 avril 1580, Zottegem est assiégée par les calvinistes commandés par François de La Noue ; le 9 juin 1580, le château d'Egmont est de nouveau assiégé et incendié.
En 1581, le château est en partie incendié et pillé par les Malcontents.

#### Les Egmont à l'époque des Pays-Bas espagnols (1581-1707)
Entre 1581 et 1585, s'opère la scission entre les Pays-Bas du Nord, qui deviennent la république des Sept Provinces-Unies des Pays-Bas (en abrégé : les Provinces-Unies), et les provinces du Sud, qui restent possessions du roi d'Espagne, devenant ce qu'on appelle les Pays-Bas espagnols, dont fait partie le comté de Flandre.
Entre 1609 et 1621, le château d'Egmont est habité par Arthus de Beneden, fils naturel de Lamoral et amman des Libertés de Zottegem. Les cartes de Philips de Dijn (nl) de 1626 et 1629 montrent clairement les deux ailes du château entouré de douves.
En 1632, Louis d'Egmont tombe en disgrâce en raison de sa rébellion contre la domination espagnole. Le château d'Egmont est alors administré par des receveurs assermentés du roi d'Espagne. Dans une vieille tour sur le pont-levis se trouve la prison de la ville ; des personnes y sont également placées en garde à vue sous le grand escalier menant à la galerie du château.
La carte de Sanderus (Flandria Illustrata, 1641) montre le domaine du château comme une zone rectangulaire à douves avec un château en forme de L. En 1645 et 1658, le château souffre des Français, tout comme en 1671 et 1684 et pendant la Guerre de Succession d'Espagne.
À partir de 1687, Arnout Capitaine et sa famille habitent le château comme concherge au chasteau de Sotteghem. En 1690 et 1697, des soldats français sont cantonnés au château d'Egmont pendant la guerre de la Ligue d'Augsbourg,.
Les comptes du domaine de 1696 à 1698 montrent que de nombreux dommages de guerre sont alors réparés. Le château d'Egmont reste aux mains des Egmont (Philippe, Lamoral II, Charles II, Louis, Louis-Philippe, Louis-Ernest, Procope-François) pendant tout le XVIIe siècle jusqu'à ce qu'il soit hérité par la famille Pignatelli en 1707.

### Maison de Pignatelli (1707-1815)

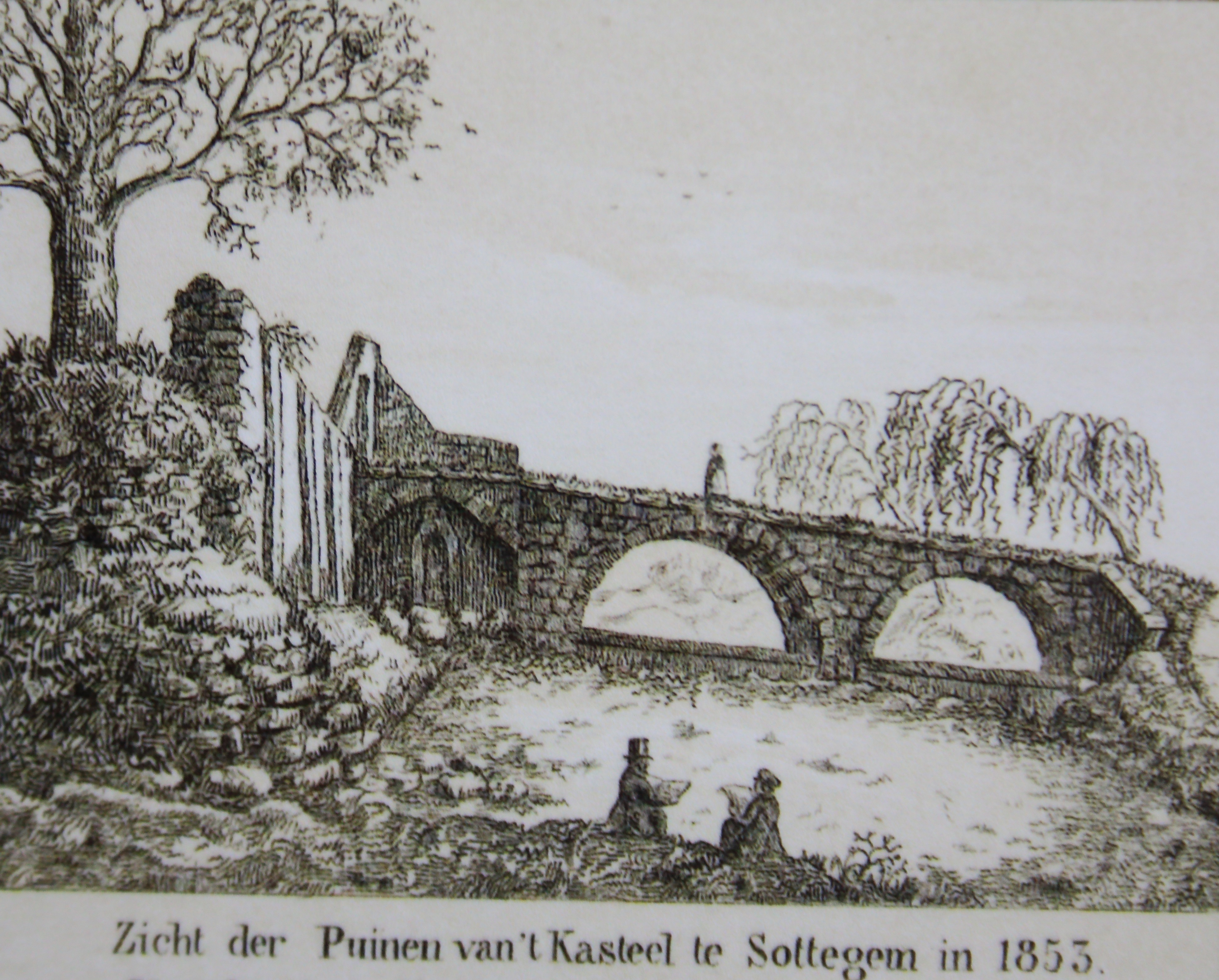
Pont du château d'Egmont en 1853

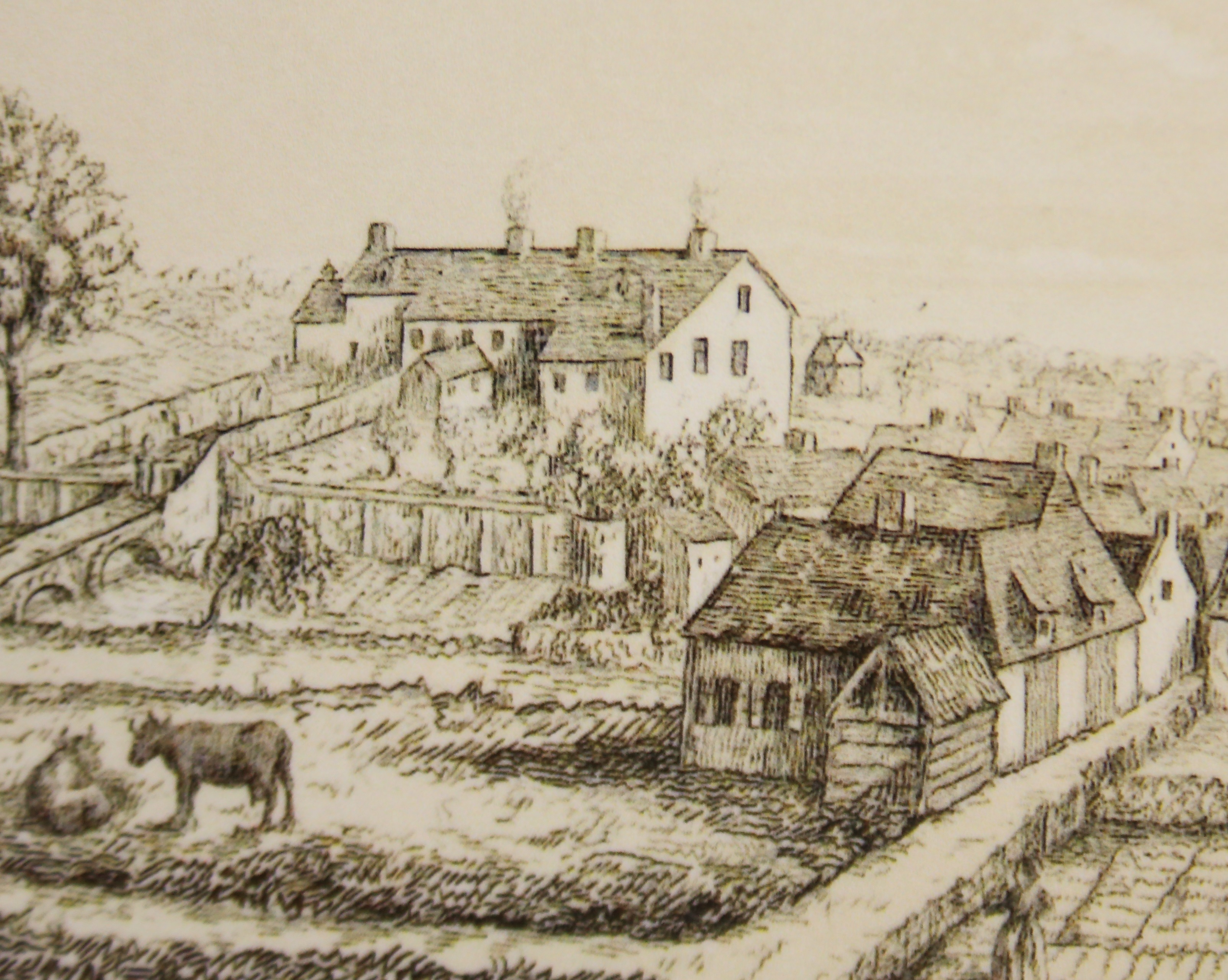
Le château d'Egmont en 1853

Marie-Claire d'Egmont, sœur de Procope-François, dernier descendant mâle de Lamoral, est mariée au noble napolitain Nicola Pignatelli de la maison de Pignatelli, cinquième duc de Bisaccia et cousin du pape Innocent XII.

#### Période des Pays-Bas autrichiens (1714-1794)
Leur fils Procopo Pignatelli hérite du château.
Avec les Pignatelli, Procope (1703-1743), Guy Félix (1720-1753) et Casimir (1727-1801), le déclin s'amorce faute d'argent et à cause de rénovations bâclées.
En 1735, la revue Flandria Illustrata indique : « Ce lieu possède un château majestueux, dans lequel certains comtes d'Egmond ont gardé leur résidence ».
Vers 1735, Procope fait démolir l'aile latérale et les deux tourelles rondes et remplacer le pont-levis par pont en pierre calcaire. Le grand escalier menant à la galerie est démonté. L'ancienne charpente du château est encore visible sur le plan du Villaret[pas clair].
En 1745, pendant la guerre de Succession d'Autriche, des troupes de l'avant-garde française est cantonnée dans le domaine, car les Pignatelli sont employés par l'armée française[pas clair] ; le 8 juillet 1745, dix-huit officiers s'installent dans le château.
Après 1747, l'aile nord, l'escalier extérieur sud et la galerie à ciel ouvert sont démolis. Casimir n'est plus en mesure d'entretenir le château. Vers 1756, il y loge le régisseur de Zottegem, Frans Louis de Coninck (marié à C. de Waepenaert[réf. nécessaire]), qui y fait construire un escalier en chêne.
En 1767, le château est mis en vente dans la Gazette de Gand, en bail emphytéotique. Jérôme Joseph D'Hane de Tervarent est nommé receveur des impôts[pas clair].
La carte de Ferraris, cartographie à grande échelle des Pays-Bas autrichiens réalisée dans les années 1770, montre le château d'Egmont dans un fossé carré avec un potager, un verger, un étang et des terres agricoles.

#### Période de la Révolution française et de l'Empire (1794-1815)
Amman Hendrik de Poortere vit dans le château de 1791 jusqu'à ce qu'il soit confisqué par les autorités françaises en 1797, après l'annexion des Pays-Bas autrichiens par la République française. Il est mis en vente, mais sans succès et revient aux mains des Pignatelli.
Cette période voit la fin du système féodal, encore en vigueur à l'époque autrichienne, mais aboli par la République française.
Après la défaite de Napoléon et le congrès de Vienne (1814-1815), les anciens territoires des Provinces-Unies, des Pays-Bas autrichiens et de la principauté de Liège sont rassemblés dans le royaume uni des Pays-Bas. En 1830, la révolution belge aboutit à la création de l'actuel royaume de Belgique.
La famille Pignatelli revend le domaine en 1815 au baron Lefèbvre, de Tournai, qui en 1825 divise le domaine en deux moitiés séparées par un mur mitoyen en brique.

## De 1815 à nos jours

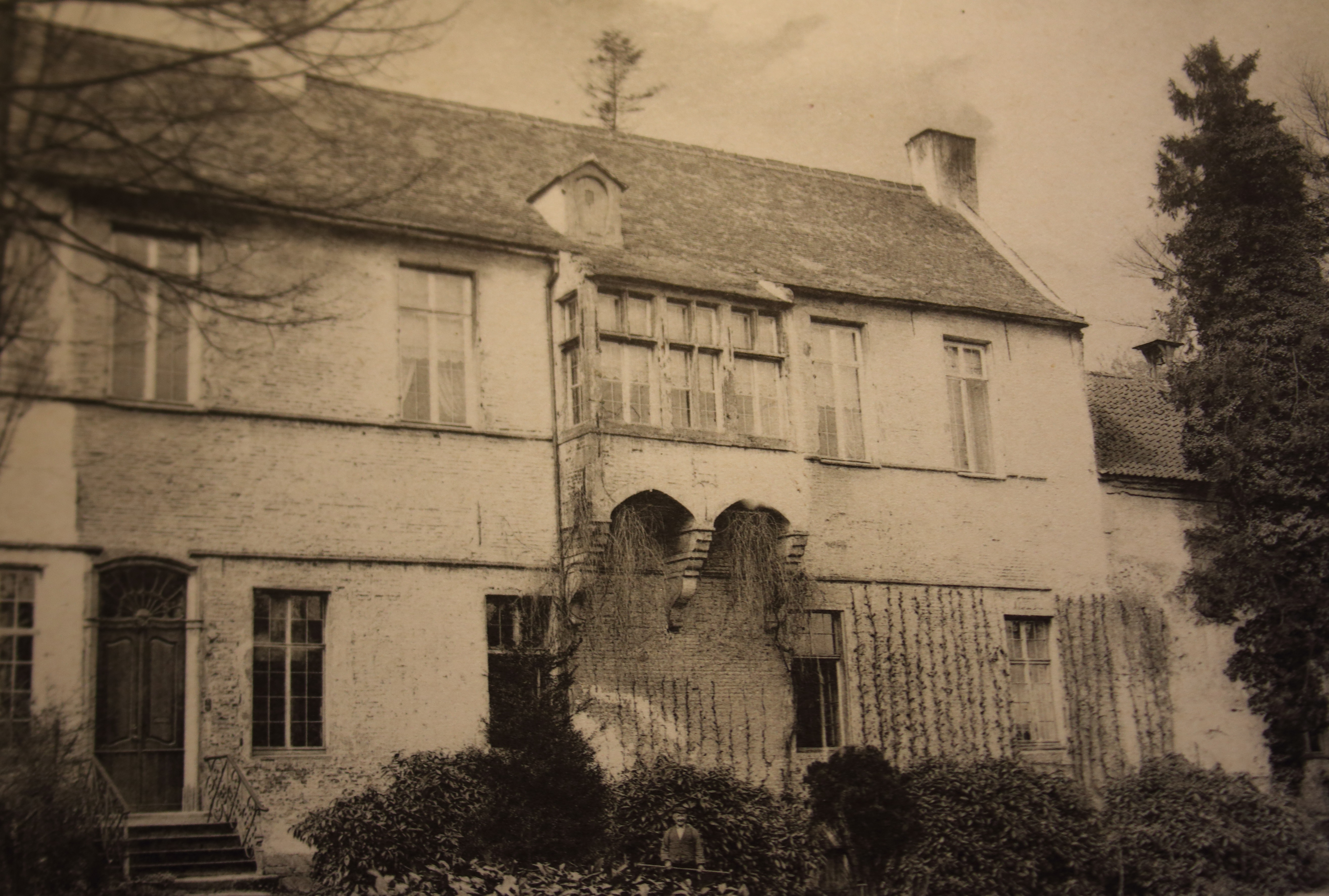
Carte postale ancienne du château d'Egmont début XXe siècle

### Les propriétaires du domaine de 1815 à 1957/1965
D'Hane de Tervarent cède entre-temps son bail fiscal à Jean-Baptiste Depoortere.[pas clair]
En 1830, le château est transformé en une maison bifamiliale. Depoortere commence un commerce de draps et de toiles. Il habite la partie sud et loue la partie nord à partir de 1849 à Julien Ceuterick. Sur la carte Vandermaelen (1846-1854), les remparts de l'« Ancien Château du Comte d'Egmont » ont disparu.
En 1854, les comtes Henri et Camille Duchastel héritent du château d'Egmont.
À l'expiration du bail emphytéotique en 1867, il passe entre les mains de Julien Ceuterick et du notaire Charles-Louis Vandemergel, qui achètent respectivement les parties sud et nord. Cette même année, Ceuterick fait construire une cage d'escalier à trois étages avec une façade Néo-Renaissance en pierre d'Euville sur un projet de l'architecte gantois Émile Van Hoecke-Peeters.
Après la mort de Charles-Louis Vandemergel, la partie nord passe aux mains de ses enfants Ernest et Sara en 1893. Ils vendent la partie nord en 1904 à Charles Schockaert, dont la fille célibataire continue à habiter cette partie du château jusqu'à sa mort en 1953.
En 1927, la partie sud est vendue à Jules Bernaeyge, qui fait démolir les restes du mur de remblai et fait remplir en grande partie les remparts. Le long du côté sud, l'actuelle rue des Comtes d'Egmont est construite au sommet des anciens remparts. En 1945, la partie sud du château d'Egmont (qui n'est plus habitée par les propriétaires) est achetée par le docteur Jules Gevaert de Bevere.

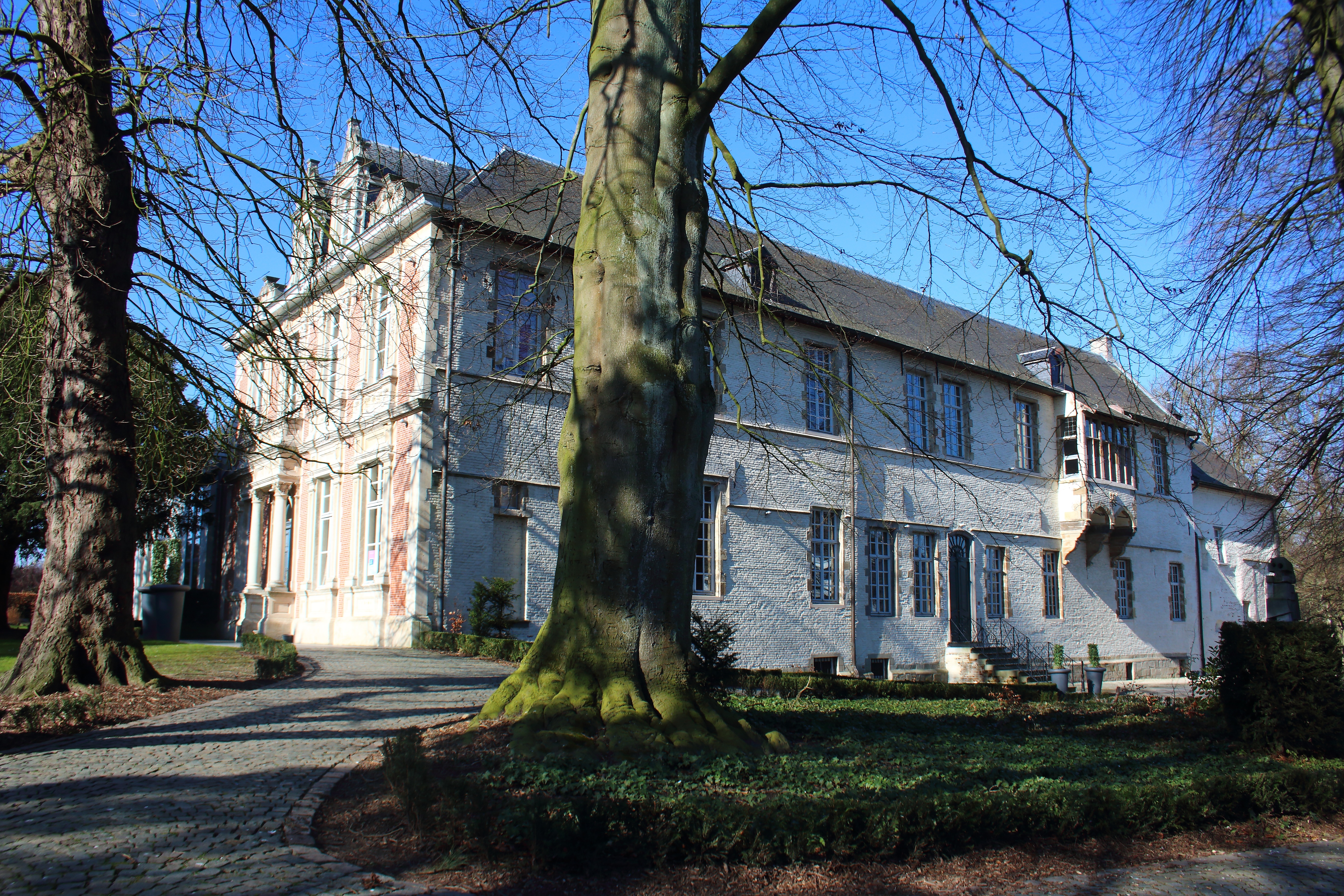
Le château d'Egmont dans le parc d'Egmont

La partie sud du château est utilisée à des usages divers. De 1938 à 1948, l'hôpital Sainte-Élisabeth y est établi, plus tard quelques classes des écoles voisines y sont logées : de 1948 à 1951 l'Athénée royal de Zottegem et de 1952 à 1965 le collège Notre-Dame de Deinsbeke.

### Acquisition par la ville de Zottegem (1957 et 1965)
En 1957, la ville de Zottegem rachète la partie nord à la sœur du dernier habitant pour un million et demi de francs belges et en 1965 la partie sud aux héritiers de Jules Gevaert pour 2,2 millions de francs.
Au milieu des années 1960, des efforts considérables sont faits pour redonner au château un peu de son allure. Des traces du château d'origine sont recherchées et le château est partiellement restauré. Pendant un certain temps, le Musée du Folklore est situé dans le château et un Musée du XVIe siècle est en projet. Le point culminant est l'« année Egmont » en 1968, lorsque le quatre centième anniversaire de la mort de Lamoral d'Egmont est célébré avec une exposition Le comte Lamoral d'Egmont et son temps. Cette année-là, le château d'Egmont se refait une beauté du XVIe siècle pendant quelques mois.

À partir de 1972, le bâtiment est utilisé comme logement pour l'Académie municipale des arts visuels, tandis qu'une galerie d'art alternative est installée dans les caves. La bibliothèque est dans le château depuis 1982. En 1986, un nouveau bâtiment est construit sur la façade sud dans le prolongement de la bibliothèque.

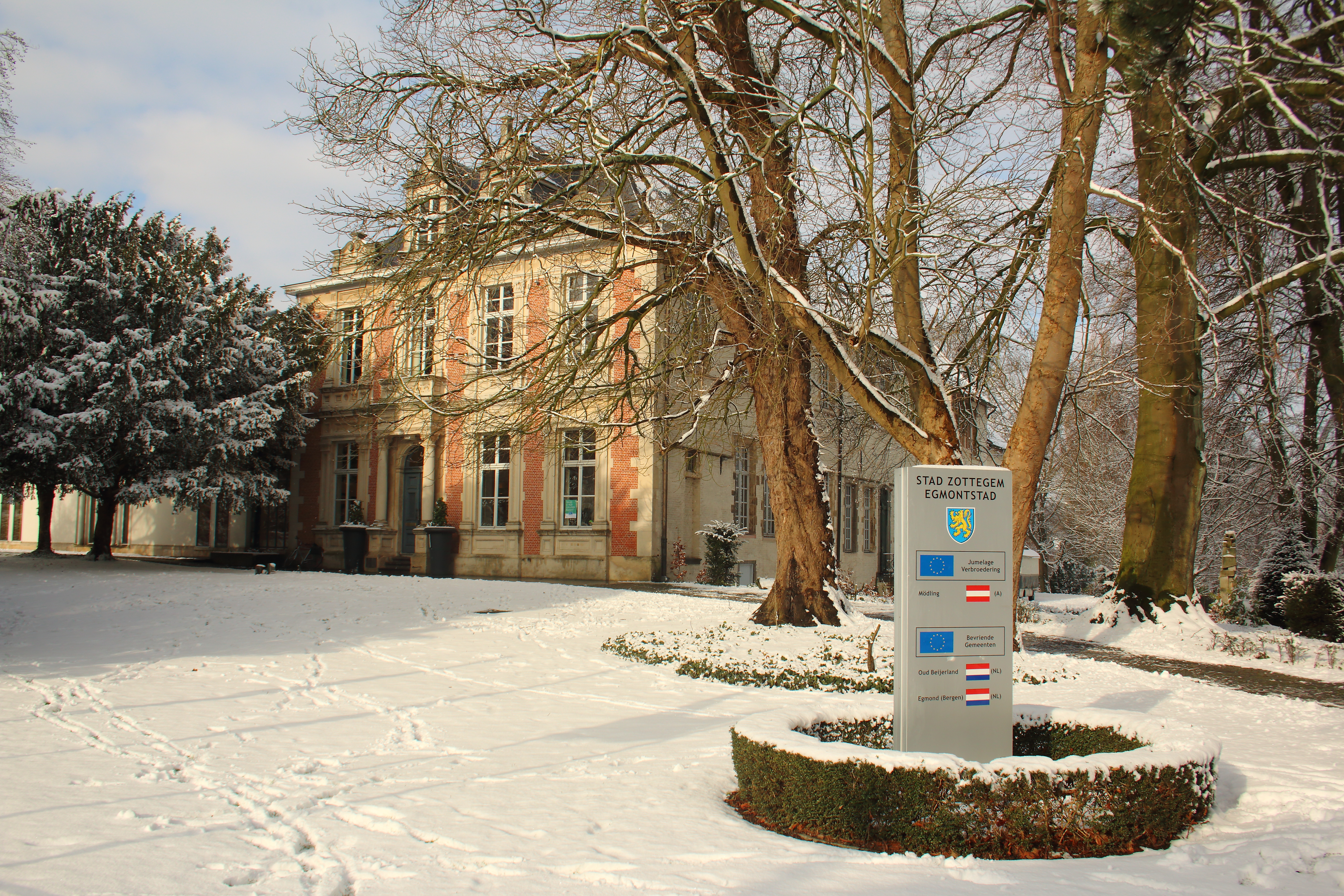
Le château d'Egmont en 2019

### Restaurations postérieures au rachat

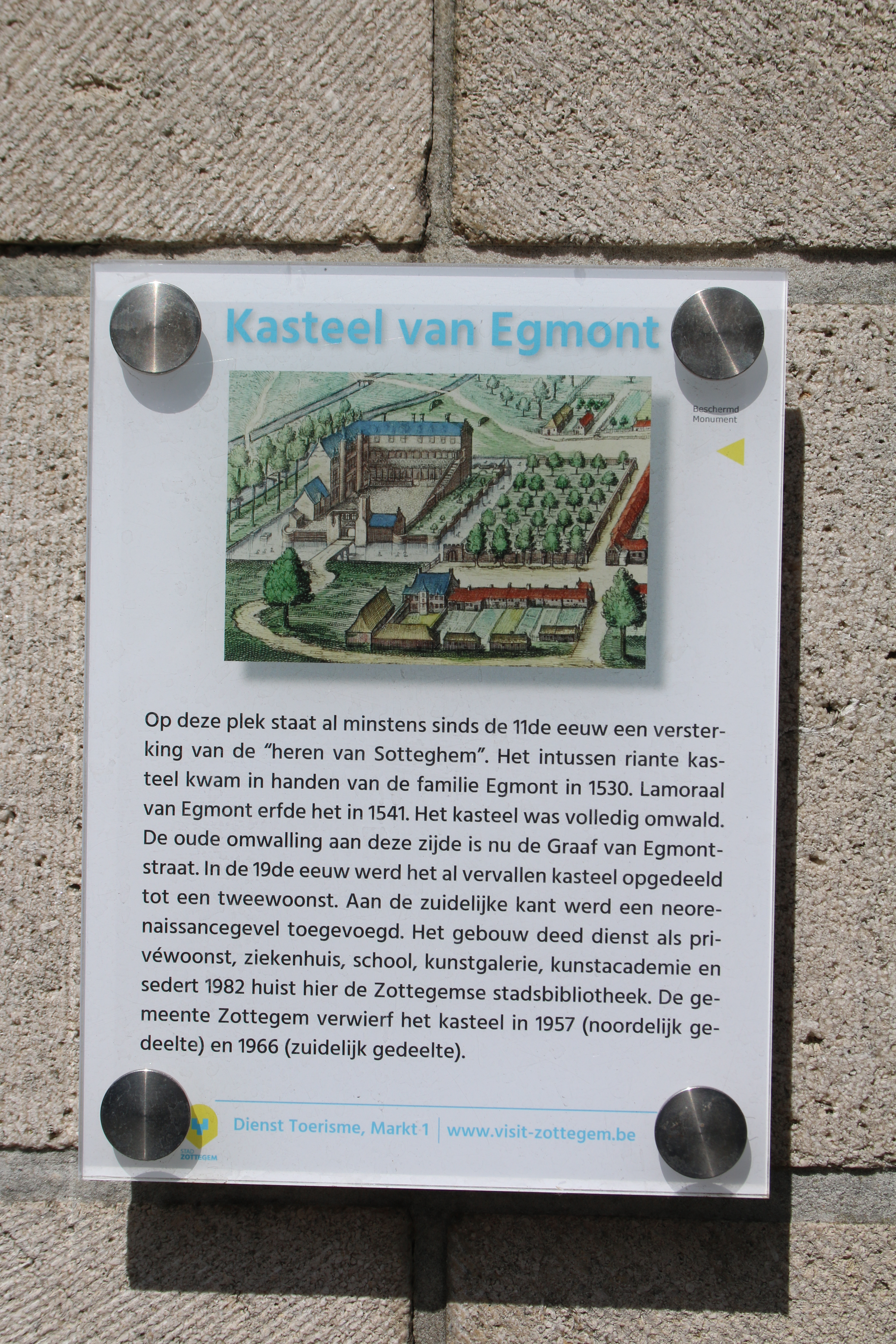
Panneau d'information

Après l'achat par la ville de Zottegem, le château subit une restauration limitée. Dans les années 1970, l'idée d'une rénovation plus poussée du château d'Egmont est avancée pour la première fois.
Cependant, ce n'est qu'en 1993 que les premiers travaux de restauration commencent enfin ; la première campagne de restauration a duré jusqu'en 1997. Depuis 2022, la toiture, les façades et les drains du château d'Egmont sont restaurés,,, ; un somptueux salon du XIXe siècle est également redécoré dans le style néo-Renaissance,,.

### Fouilles archéologiques (depuis 1987)
L'archéologue Dirk Van Eenhooge effectue des travaux archéologiques sur le site en 1986 et 1987, à la suite de la construction d'une nouvelle aile pour la bibliothèque municipale. Cela a révélé d'importantes traces, qui peuvent être divisées en deux phases. Au cours de l'enquête archéologique initiale, principalement des traces de construction de la phase du château sont mises au jour. Les investigations sur le site du château révèlent les vestiges de trois bâtiments en pierre : des éléments d'un donjon en pierre qui précède le château du XVe siècle, la chapelle castrale du XIIe siècle et un bâtiment de halle en pierre qui est construit après l'aménagement ultérieur du château fin XIIe-début XIIIe siècle.

Lors de la restauration du château d'Egmont en 1993-1994, l'occasion est saisie de lancer une fouille archéologique dans le parc d'Egmont qui entoure le château. Ces recherches archéologiques se sont déroulées de 1993 à 1994, sous la direction de l'archéologue Dirk Van Eenhooge. Des recherches plus poussées sont menées sur des pistes qui avaient déjà été creusées lors de la fouille d'essai en 1986. Ainsi, ce qui restait de la "chapelle du château" dans le parc d'Egmont est complètement exposé. Cette chapelle s'est avérée être une véritable église-halle romane du XIIe siècle de 7 mètres sur 13 avec un chœur carré. Il devait y avoir un cimetière autour de l'église à l'époque, mais seule une partie du cimetière au nord de l'église fait l'objet d'une fouille. Une dizaine de tombes d'enfants sont retrouvées, ainsi que les ossements d'un adulte près de la guérite. La taille de l'église et la présence d'un cimetière suggèrent que cette chapelle castrale est la plus ancienne église paroissiale de Zottegem.

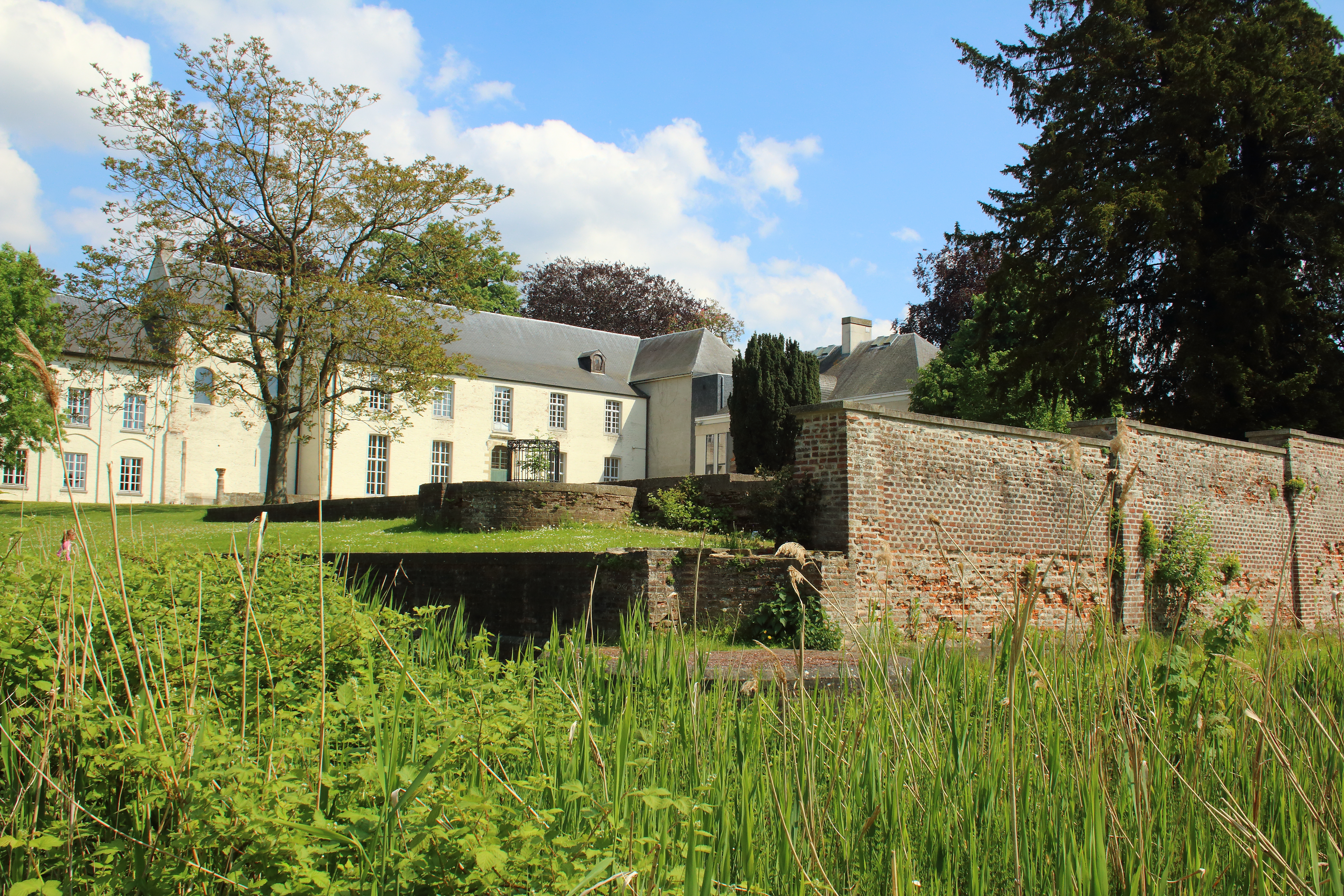
Parc Archéologique du Parc d'Egmont

Il est certain que ce qui reste du château est entièrement démantelé vers 1477. Les matériaux de démolition sont utilisés pour la fondation du nouveau château à construire. Une tour de latrines est exposée contre la façade est, qui se compose d'une tour d'escalier et d'un puisard relié aux douves par un système d'égouts couvert. De l'autre côté de l'aile, il y a une aile d'habitation nord en retour d'équerre, qui est entièrement démolie, probablement au XVIIIe siècle. Le bâtiment d'origine a déjà été remplacé au XVIIe siècle par des dépendances plus petites, comme le confirme l'image de la Flandria Illustrata. Au cours de la fouille archéologique, l'archéologue Van Eenhooge rencontre une couche de brûlure avec du bois carbonisé et des ardoises brûlées. Cela a clairement indiqué que vers 1600 cette aile est détruite par un violent incendie. L'aile nord se poursuit vers l'ouest jusqu'au mur d'enceinte et contient, entre autres, une spacieuse terrasse avec un puits alimenté par les douves. Après tout, le château est muré sur les quatre côtés, avec un mur d'enceinte à l'intérieur des douves, qui est muni de petites tourelles. Plusieurs mètres de ce mur sont exposés. Une partie de la guérite a également été examinée.
En 2001, de nouvelles recherches archéologiques sont menées sur le rempart ; un plombage de qualité de tissu médiéval est trouvé,.
Dans la campagne de restauration de 2022, des recherches archéologiques complémentaires sont menées au sous-sol, dans la salle à décor napoléonien et sur le rempart ouest.

### Le parc archéologique

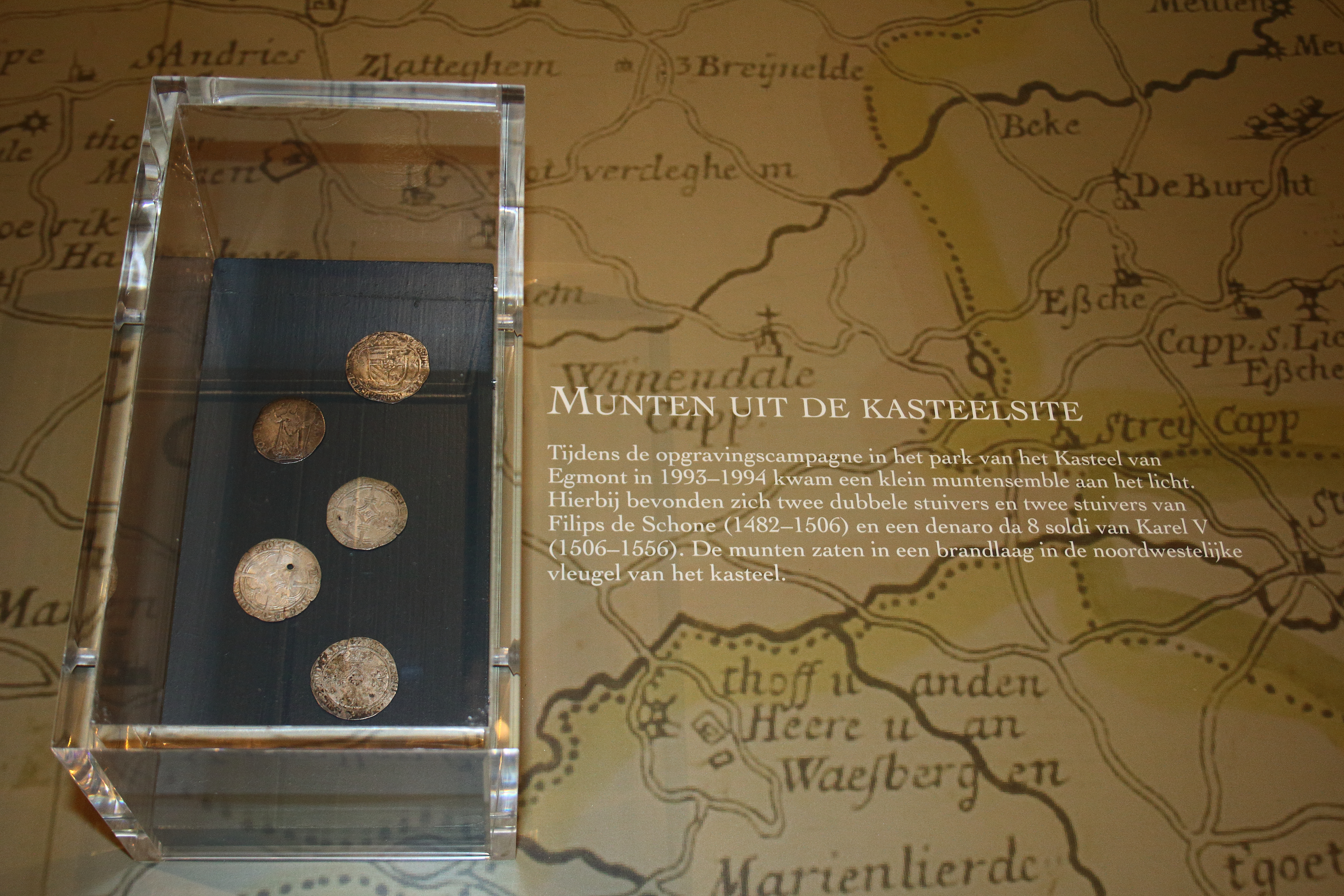
Trouvaille de monnaie du château d'Egmont, Musée d'Egmont

Après les fouilles archéologiques de 1994, les vestiges de construction déjà fouillées sont rendues visibles dans le parc d'Egmont. À la même époque, le rempart et le pont sont également reconstruits. Le tablier du pont est renouvelé. Dans le même temps, le mur de briques en partie disparu, qui depuis 1825 marquait la division du domaine du château, est reconstruit. Les piliers d'entrée hexagonaux en grès avec des vases ornementaux du XVIIIe siècle sont remplacés et restaurés.
Le grand rempart, qui délimite la partie haute du site du château, a également été restauré en conservant les maçonneries d'origine. La grande tour d'angle est en partie rebriquetée ainsi qu'une partie du petit rempart et de la tourelle. Du pont à la dernière tourelle, un fossé est creusé avec une végétation marécageuse, à l'emplacement du rempart d'origine. Le projet est achevé à l'été 2001.
En 2014, une fenêtre temporelle numérique est installée dans la bibliothèque qui retrace virtuellement l'histoire du château et de ses illustres habitants,. De plus, depuis 2018, des pièces de monnaie excavées, des faïences et les pièces maîtresses originales de la poutre en noix du château d'Egmont, entre autres, sont exposées dans le Musée d'Egmont de l'hôtel de ville de Zottegem.

### L'état actuel du château

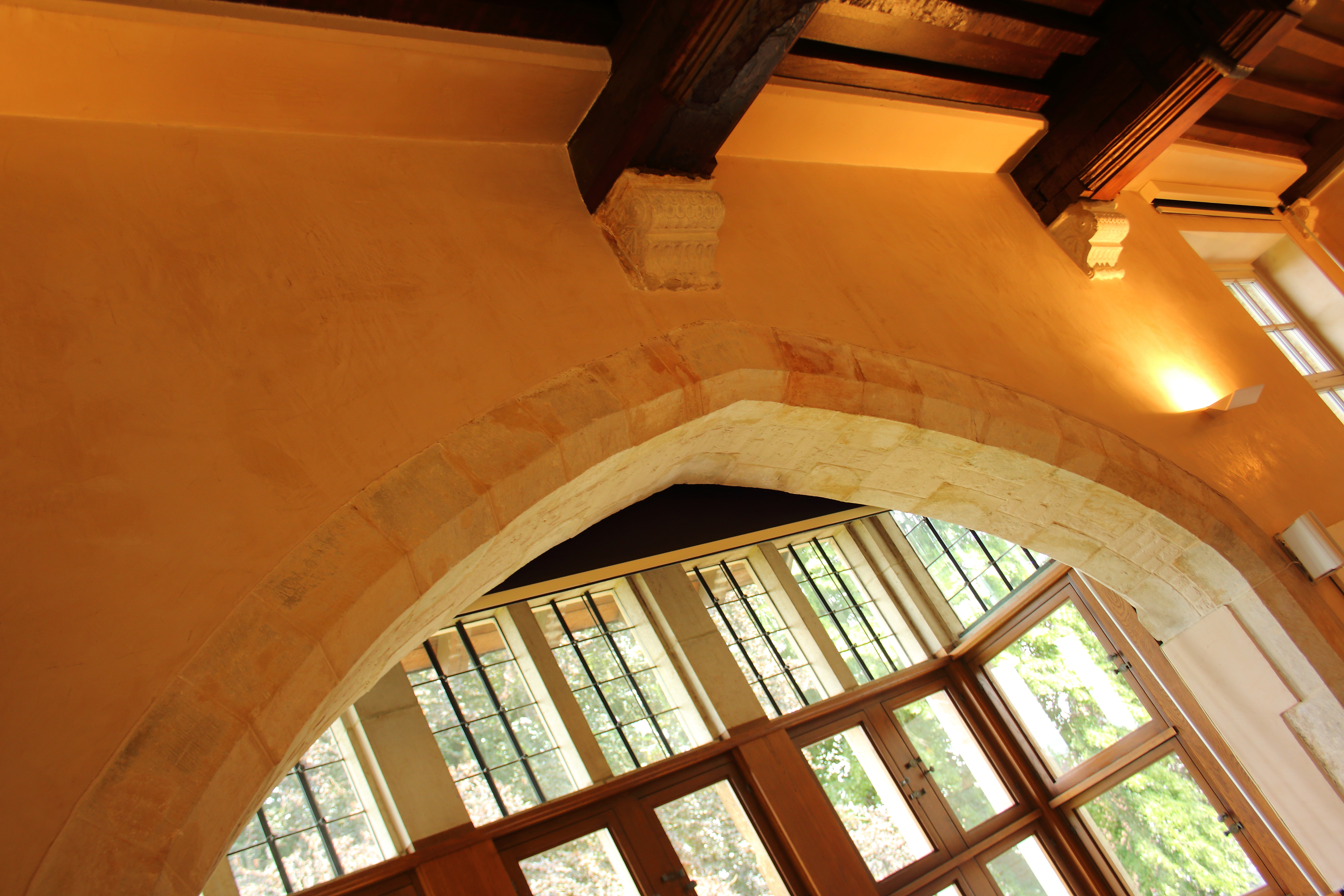
Baie Renaissance et plafond à la française de la Salle des Chevaliers

La porte d'entrée du XVIIIe siècle en chêne à imposte de style rocaille ouvre sur une salle aux marches rococo, un escalier rocaille en chêne portant les armoiries de la famille De Coninck-Wapenaert qui habita le château en 1756.
Au premier étage sont conservées des arcs-boutants en grès, sur lesquels reposaient les voûtes d'ogives de la galerie disparue du gothique tardif. Au rez-de-chaussée, deux portails en grès à arc pleins sont conservés, témoignant de fenêtres à croisillons, un portail plus large à arc brisé et le socle d'origine en grès à biseau profilé.
La salle des chevaliers restaurée possède un oriel Renaissance sur des arcs Tudor et un plafond à poutres apparentes ; sur les clés de voûte, le bouclier de Lamoral d'Egmont. Il y a aussi deux tapisseries d'Audenarde du XVIIIe siècle achetées en 1998-1999 ; une toile avec deux figures allégoriques de Louis Van Schoor et une toile de Pieter Spierinckx représentant une chasse au renard.
Dans le bureau de la bibliothécaire, le revêtement mural en papier peint en tissu peint à l'huile à motifs floraux du XVIIIe siècle quasiment intact est restauré, ainsi que la peinture figurative polychrome de la cheminée (arc et carquois, fleurs et feuillages autour d'un médaillon figuratif aux putti).
Dans la salle de la chapelle, le décor napoléonien en motif gourgouran est reconstitué sur les voûtes gothiques en croisée d'ogives (rembourrage peint du XVIIIe siècle imitant un motif en toile avec un drapé de franges brun-rouge et un motif de glands en frise). Les poutres en bois de la construction du toit sont conservées dans le Boekenzolder.

## Mise en valeur mémorielle

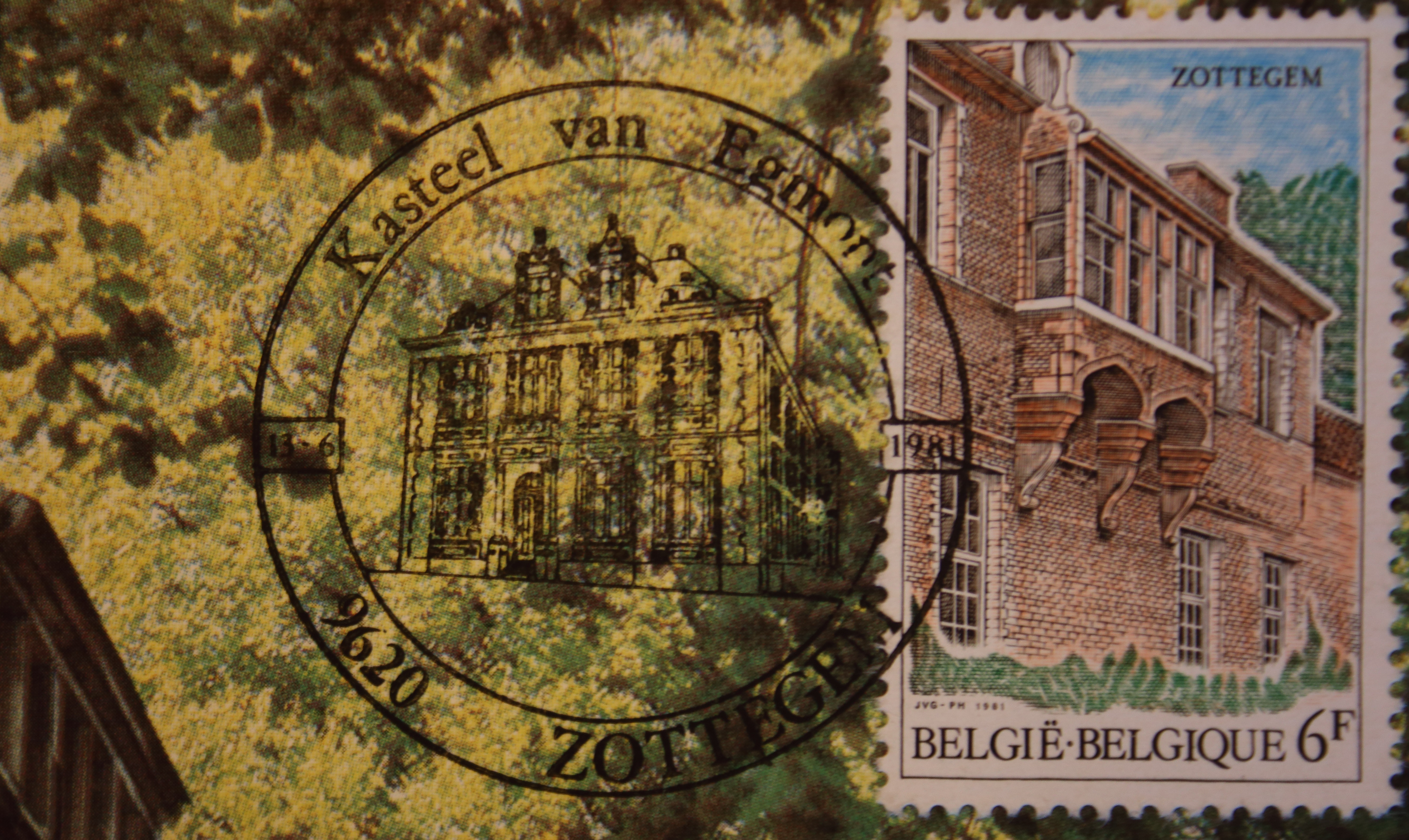
Château d'Egmont sur un timbre belge de 1981

Lors de l'Exposition universelle de 1913 à Gand, le château d'Egmont (façade avec baie vitrée Renaissance) est une des structures historiques flamandes recréées par Valentin Vaerwyck pour la section « Flandre ancienne ».
En 1981, la Poste belge a émis un timbre représentant le château d'Egmont.

## Galerie

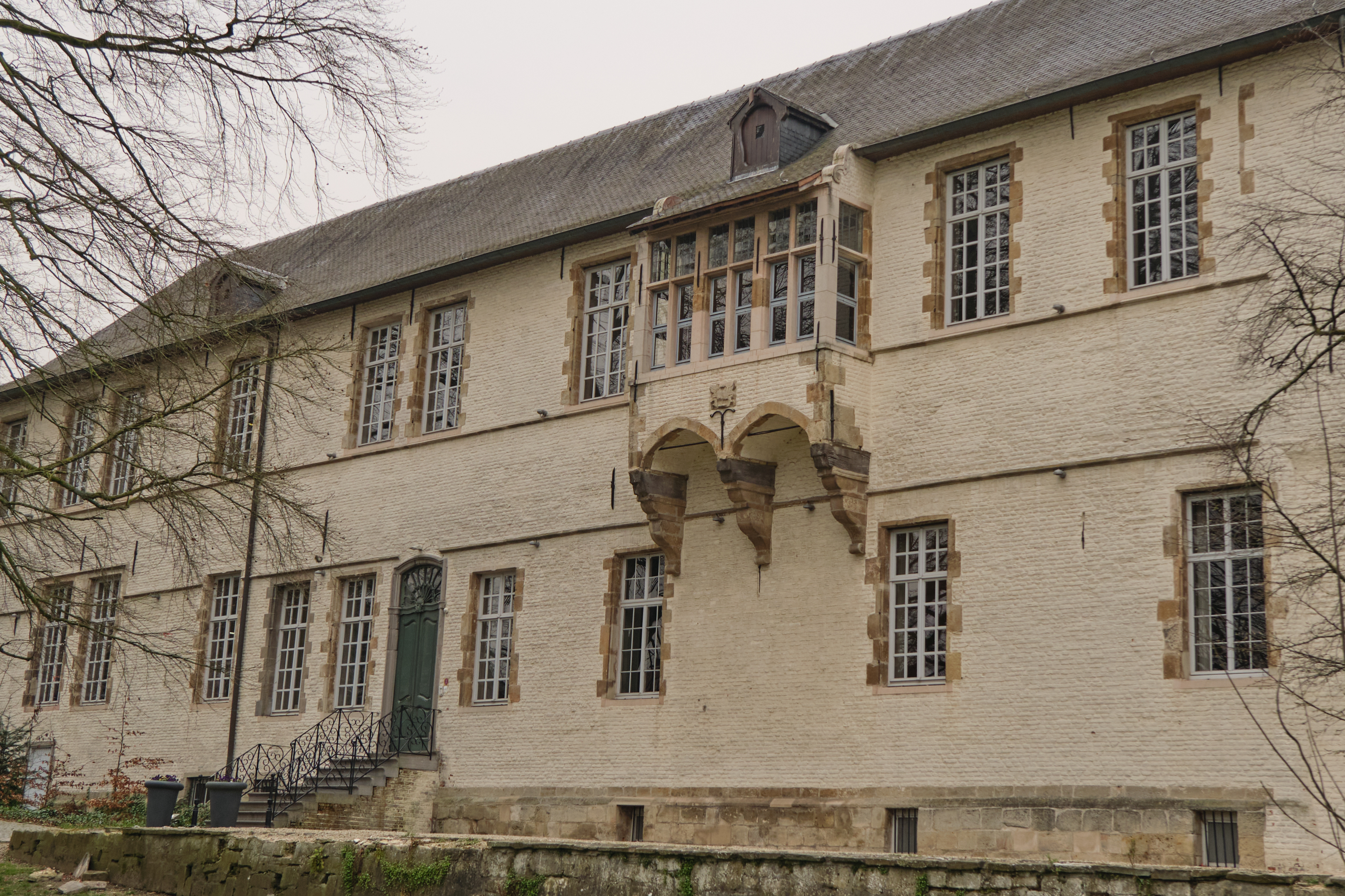
Château d'Egmont
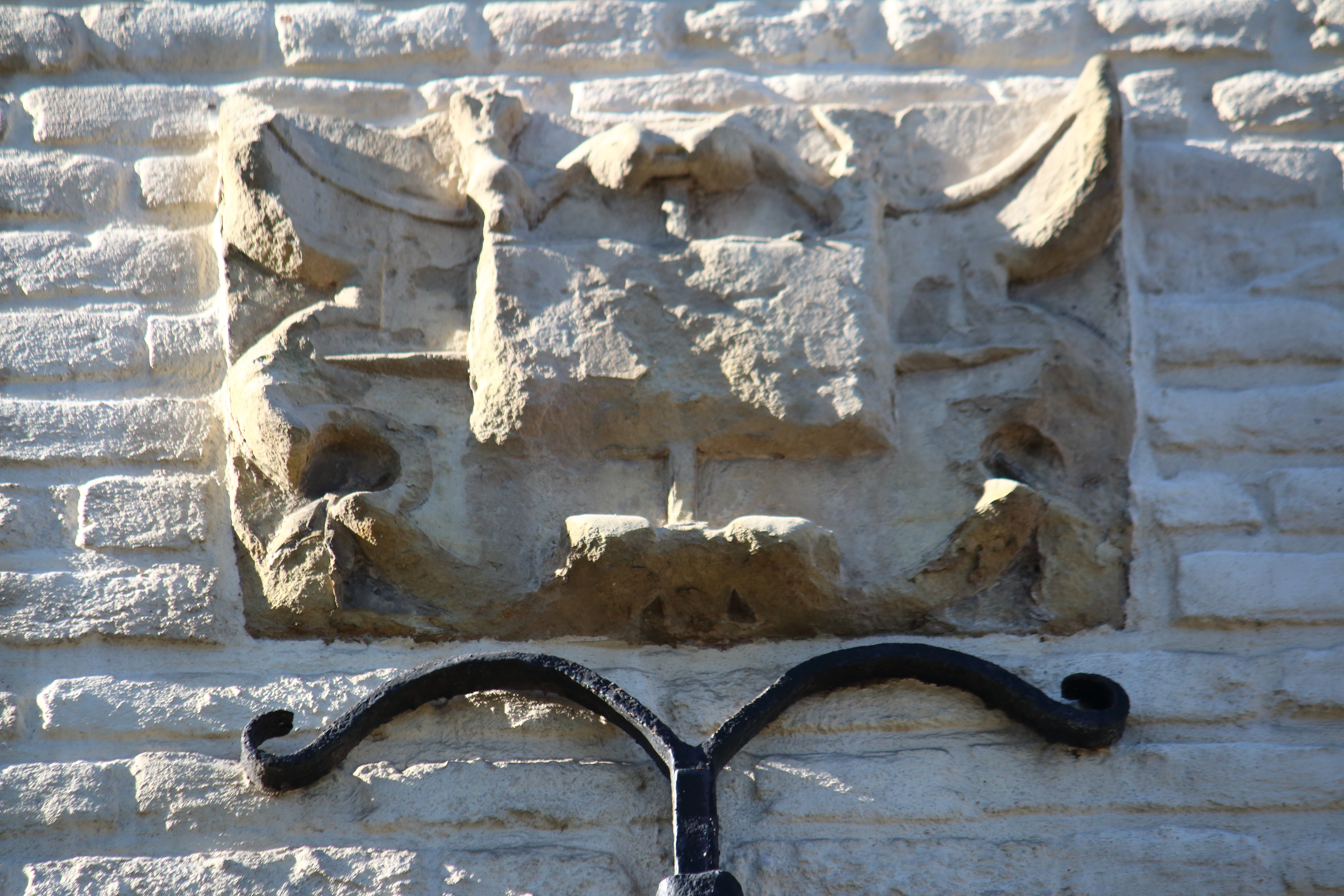
Cartouche à volutes en grès sur la baie Renaissance
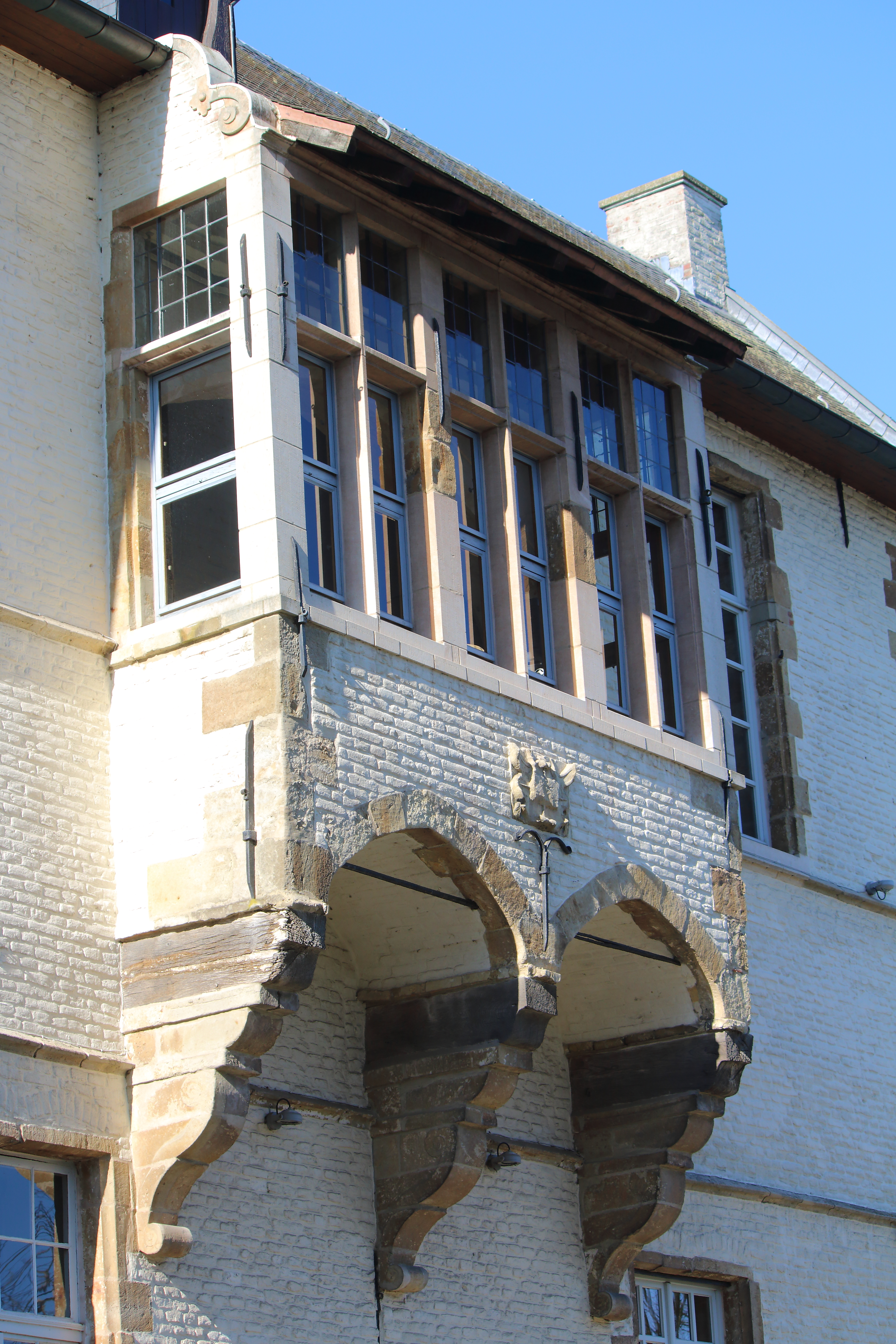
Baie vitrée sur arcs Tudor
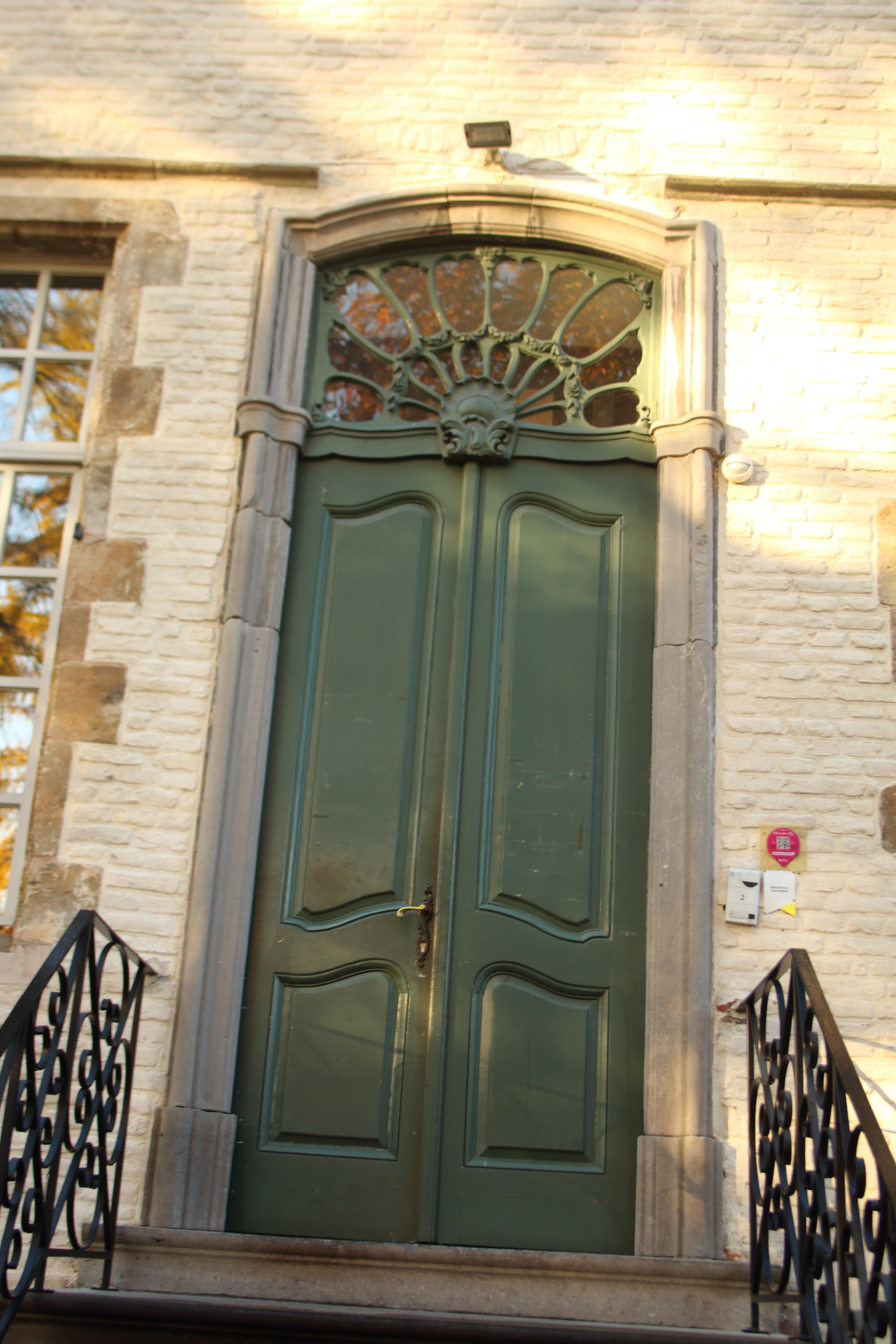
Porte d'entrée XVIIIe en chêne avec vasistas à motif rocaille
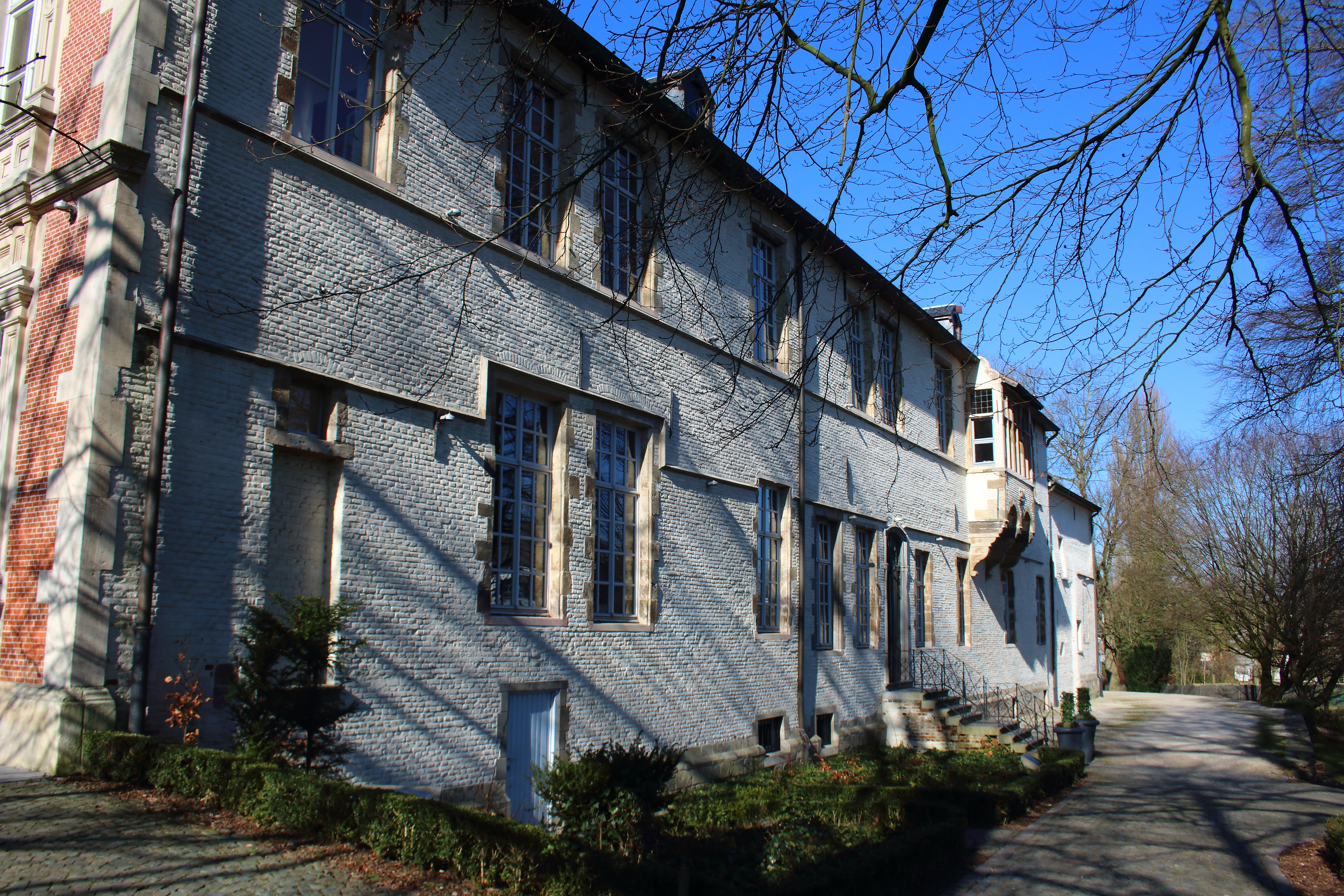
Façade latérale avec baie vitrée sur arcs Tudor
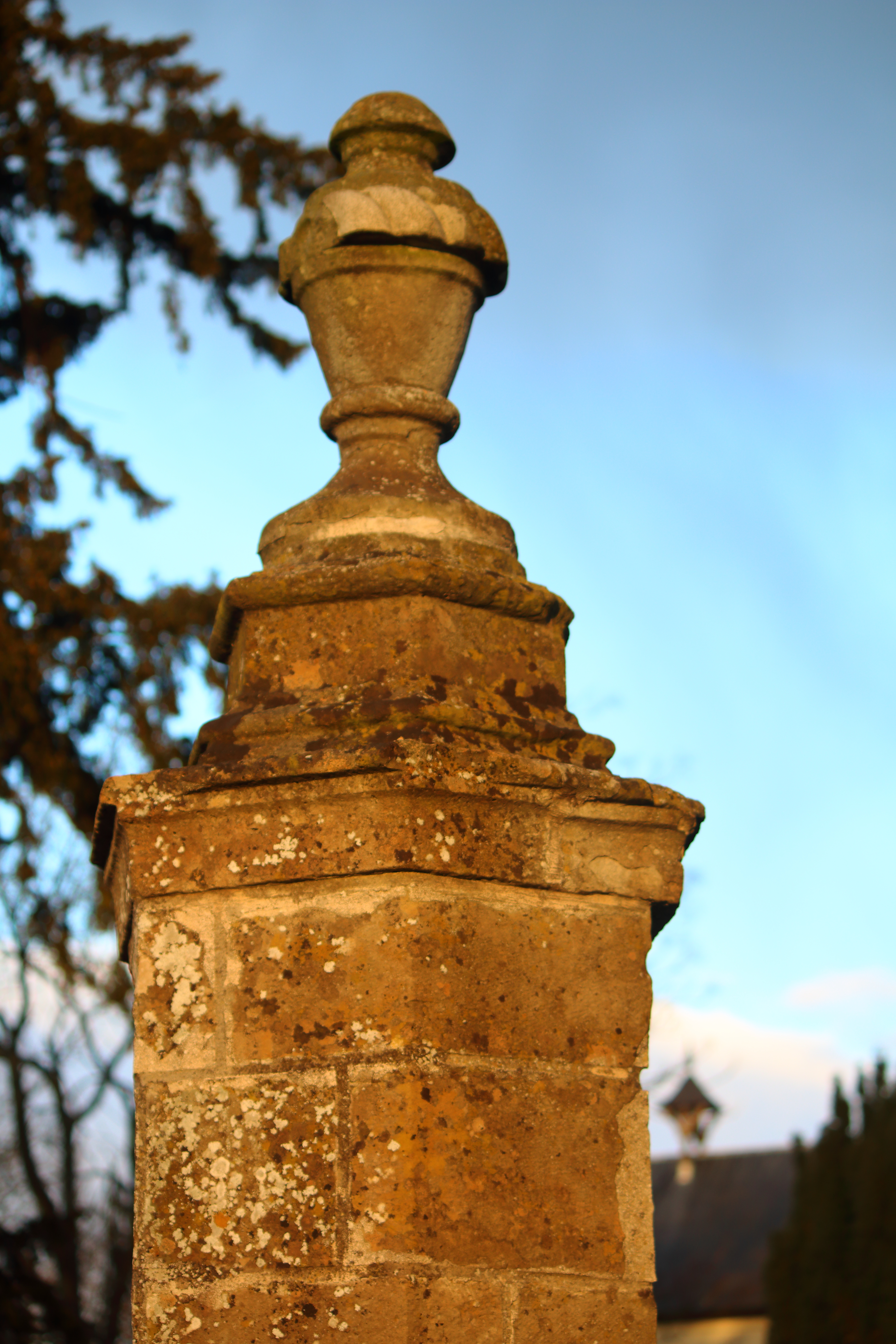
Vase décoratif du XVIIIe siècle sur l'ancien pont-levis
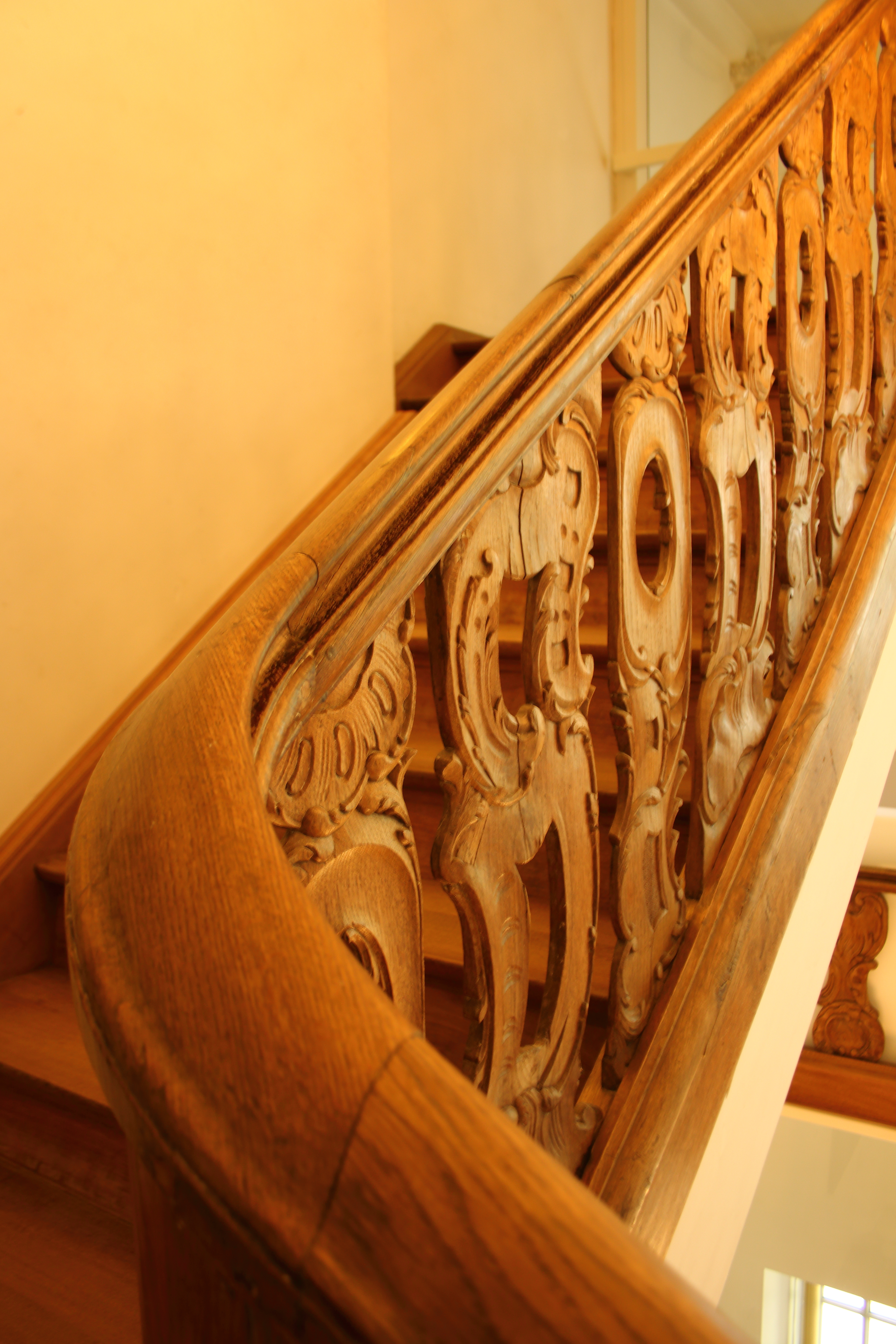
Escalier de palier de style rocaille du XVIIIe siècle
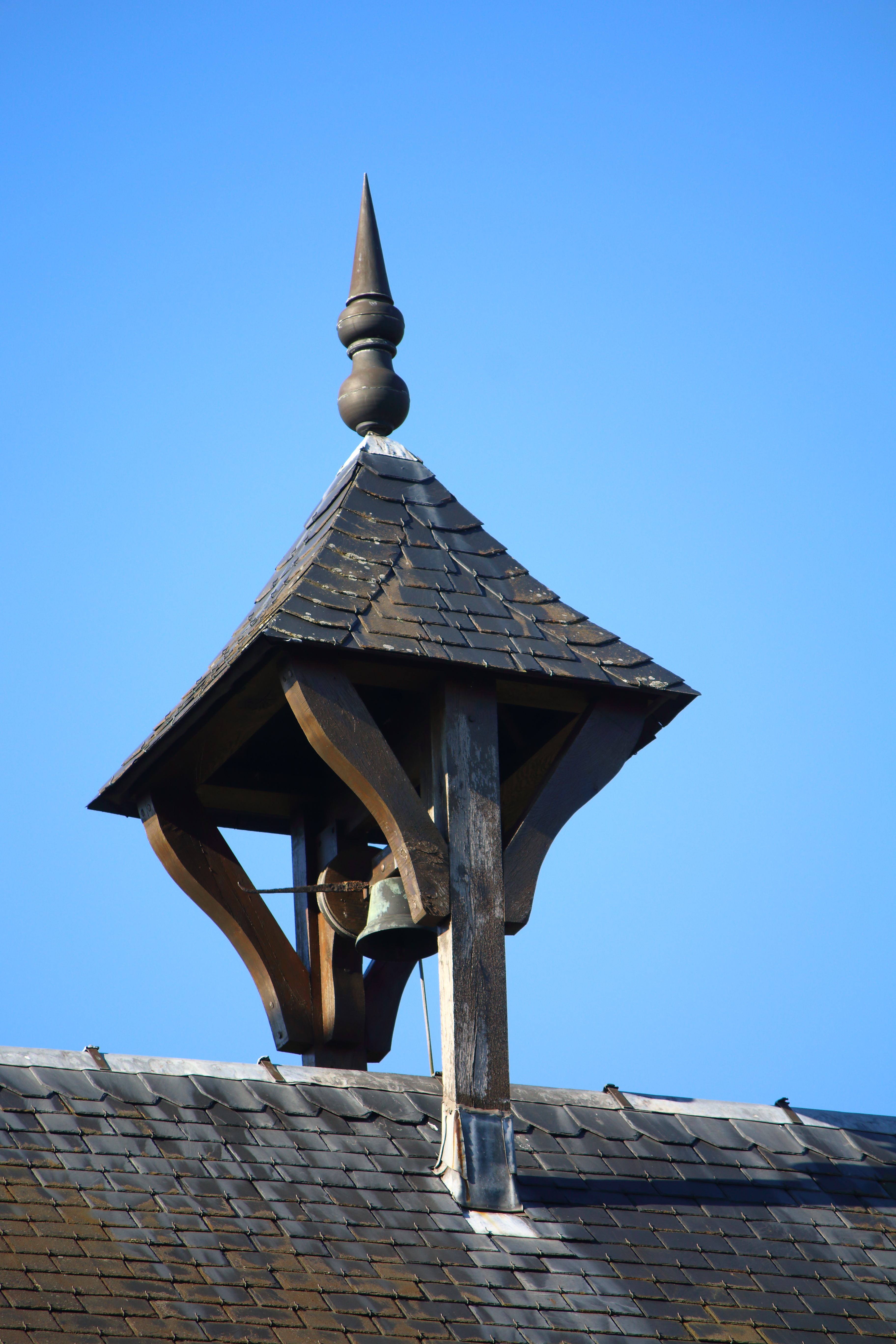
Cavalier de cloche en bois, vraisemblablement premier quart du XIXe siècle
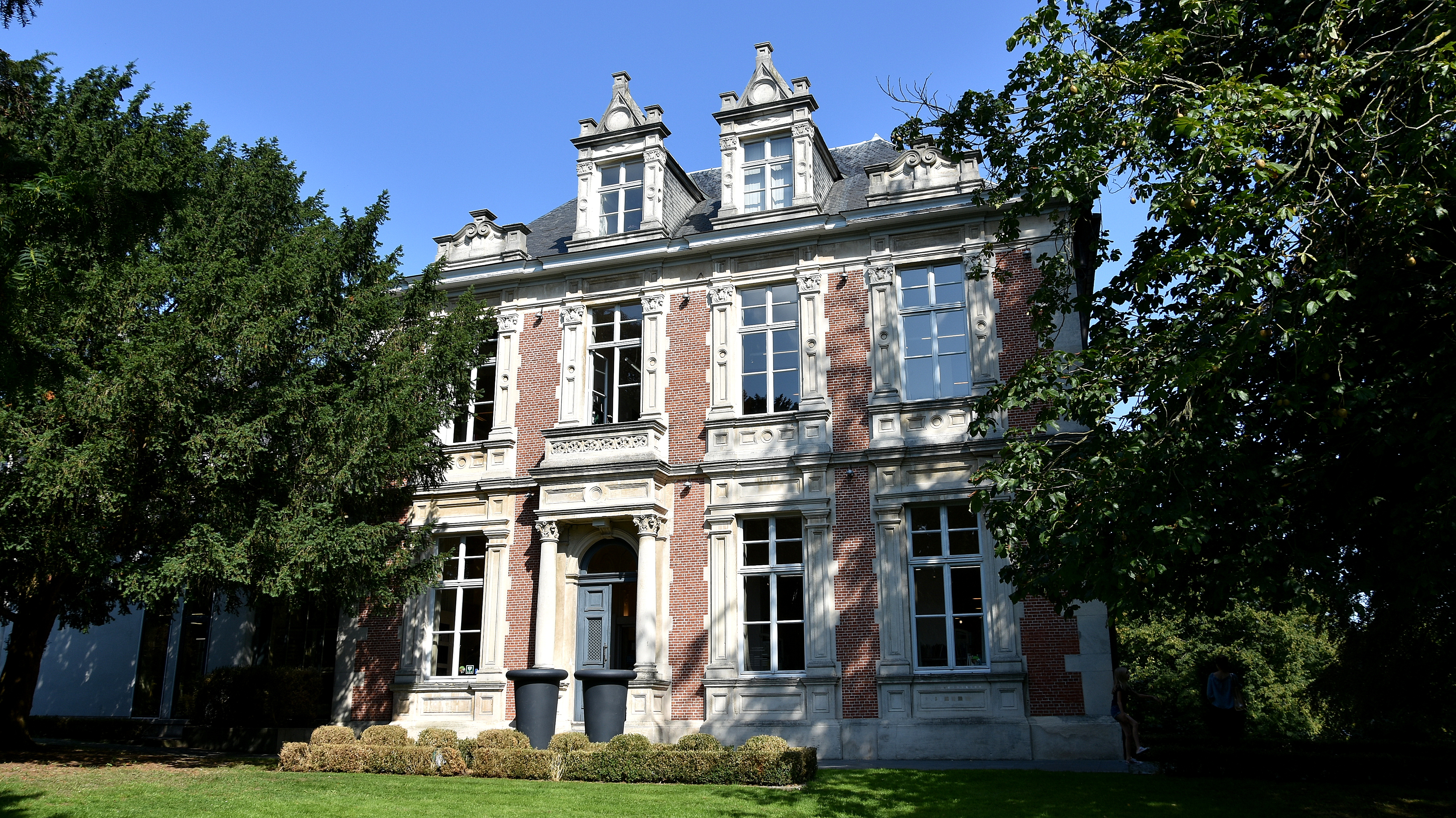
Façade de style Néo-Renaissance (1867)
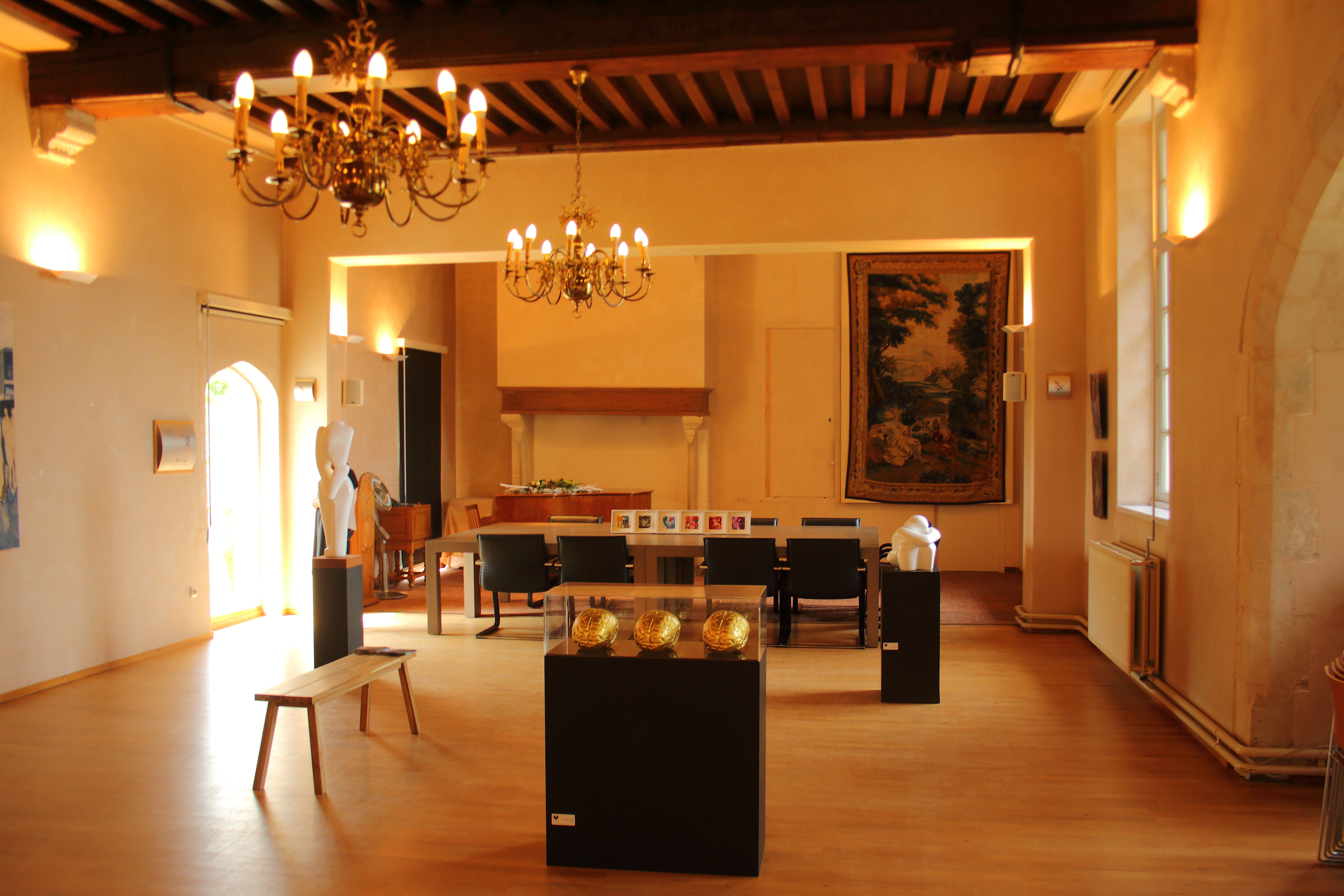
Salle des Chevaliers du Château d'Egmont
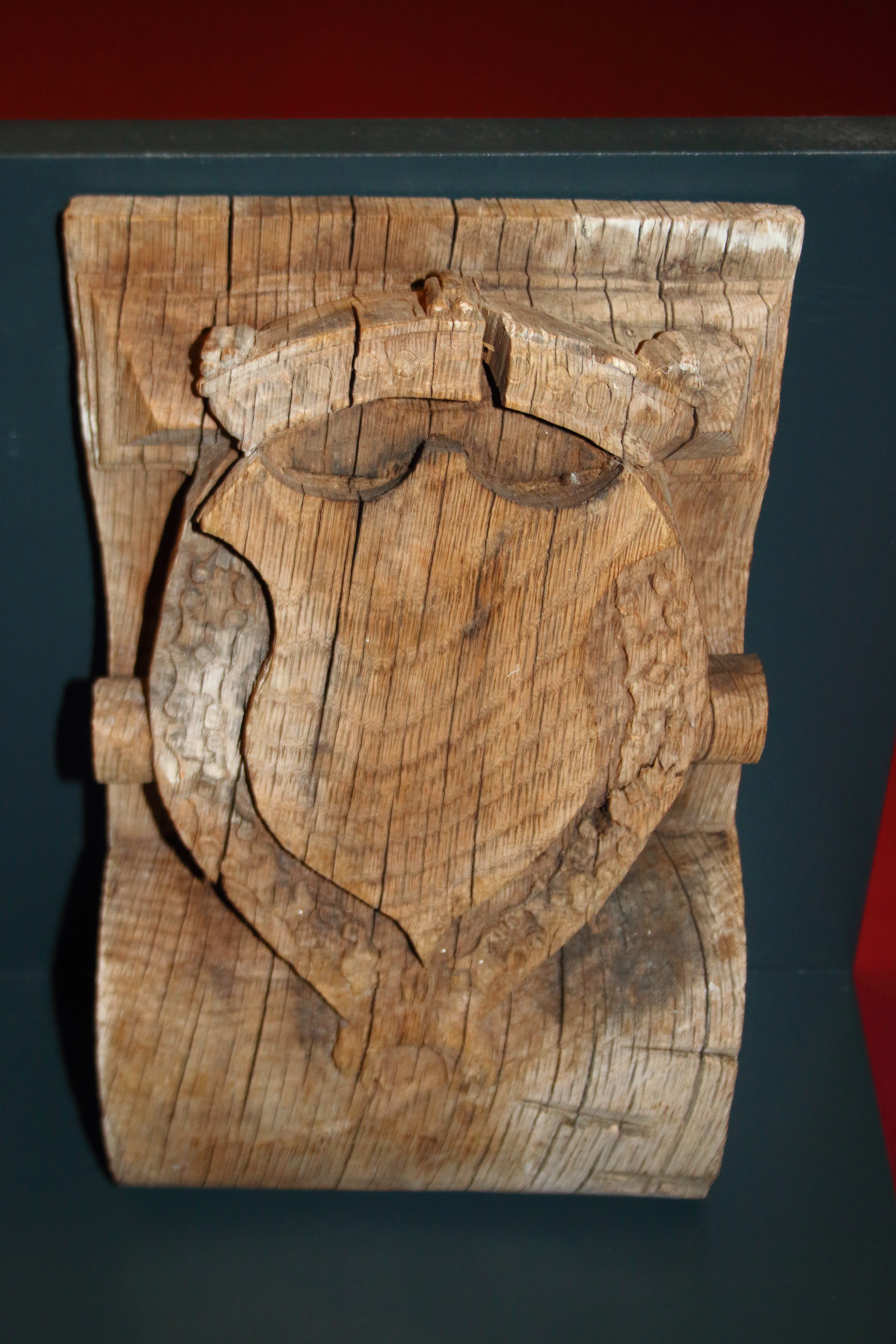
Pièce maîtresse de la poutre de la salle des chevaliers avec armoiries Lamoral van Egmont, Musée d'Egmont
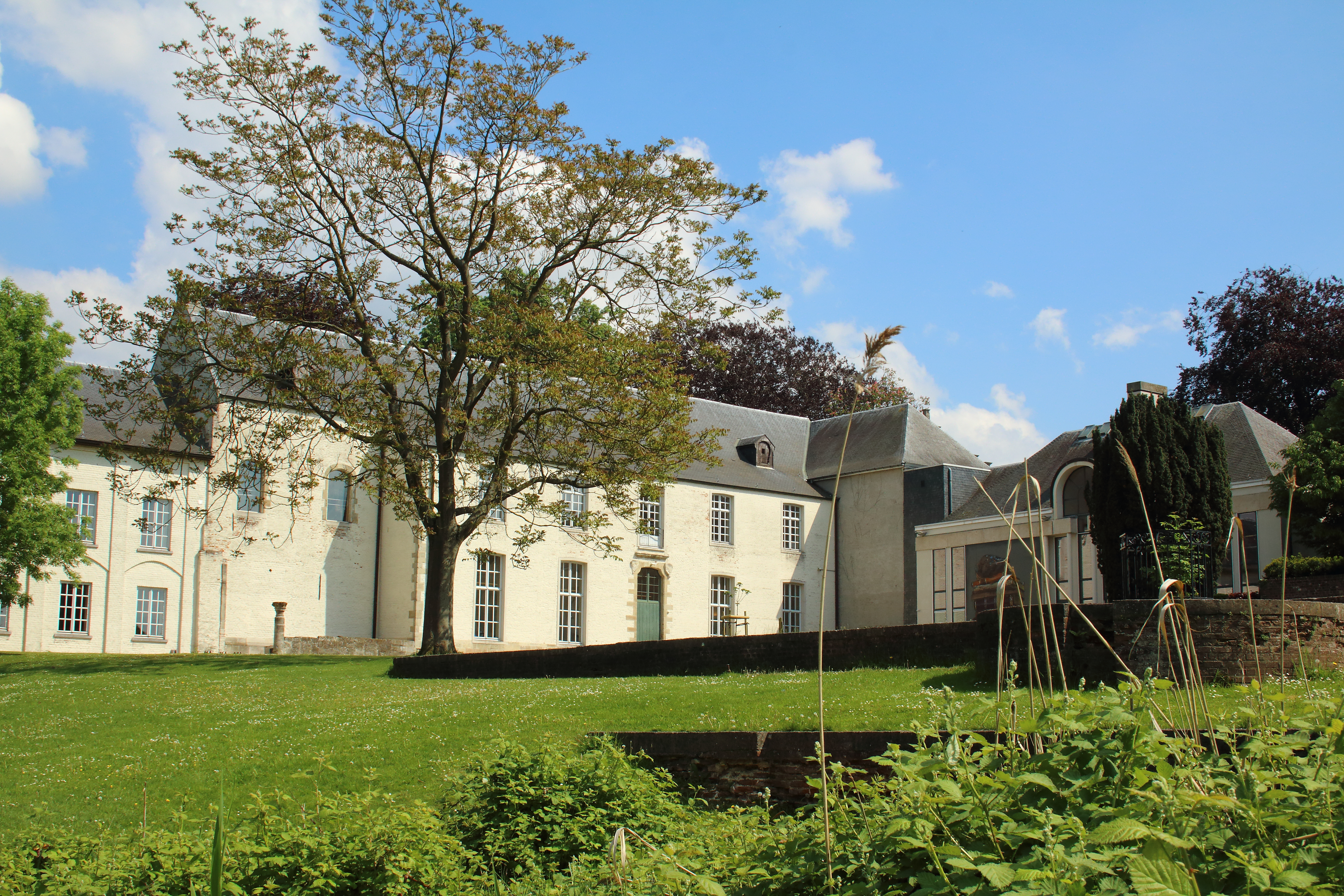
Extension ouest du XVIIIe siècle à l'emplacement de l'ancienne double galerie gothique tardif
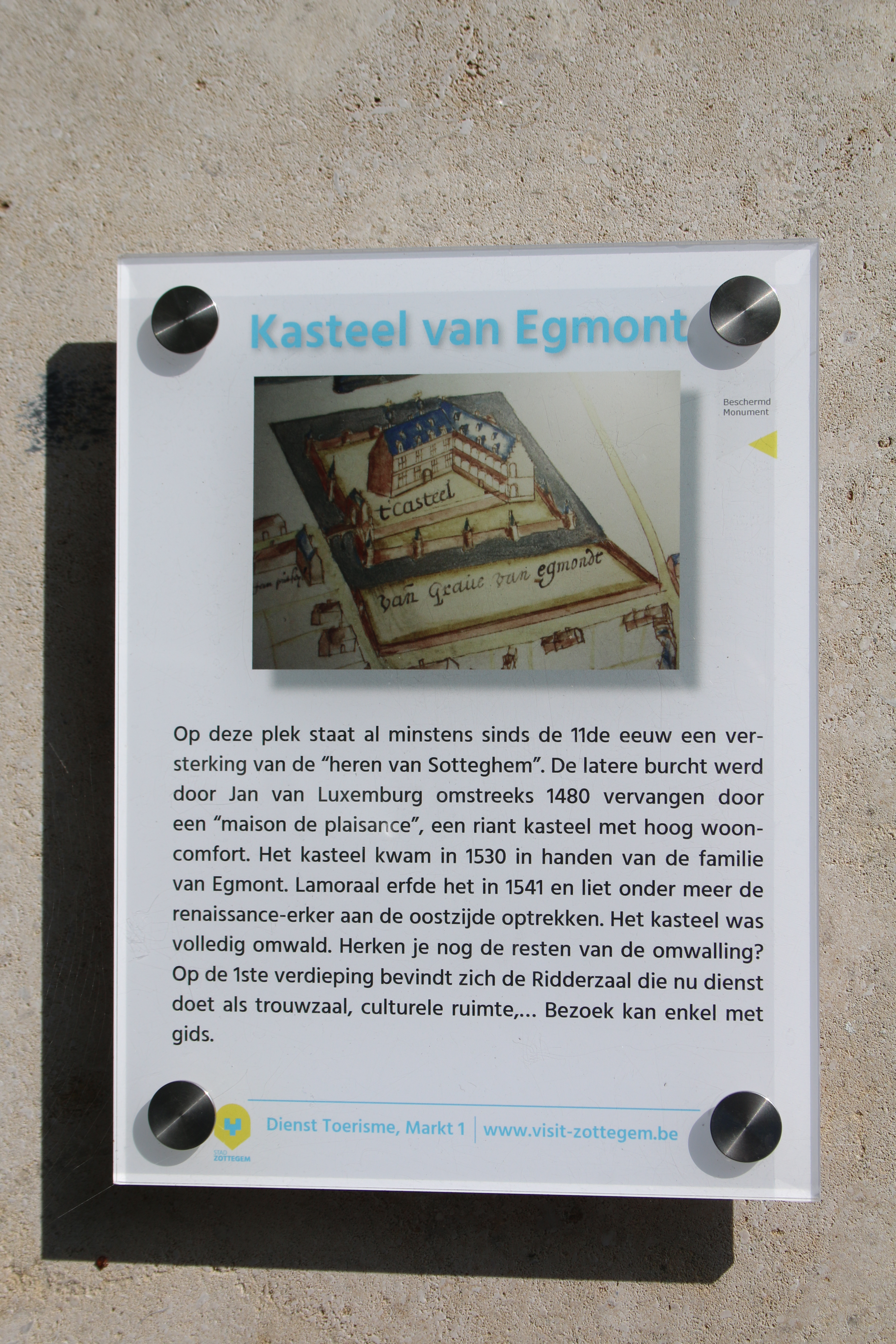
Panneau d'information